# 河井夫妻選挙違反事件
| 河井克行 |  | 河井案里 |
| 河井克行 |  | 河井案里 |

河井夫妻選挙違反事件（かわいふさいせんきょいはんじけん）は、2019年の第25回参議院議員通常選挙において起きた河井克行・河井案里夫妻による公職選挙法違反事件である。

## 概要
2019年（令和1年）7月21日に行われた第25回参議院議員通常選挙の広島県選挙区において立候補していた自由民主党の河井案里を当選させるために、その夫であり自由民主党の衆議院議員でもある河井克行が、案里と共謀して大規模な買収行為を行った。この結果、案里は当選し、また克行も同年9月11日、安倍晋三内閣において法務大臣に就任した。しかし、同年10月30日以降にこの選挙違反疑惑が報じられ、10月31日に克行は法務大臣を辞任した。
参議院選挙から11ヶ月が経過した2020年（令和2年）6月17日、河井夫妻は自由民主党を離党、翌6月18日、公職選挙法違反の容疑で東京地方検察庁特別捜査部によって逮捕された。
2021年（令和3年）2月5日、案里には懲役1年4か月・執行猶予5年の有罪判決が確定し、5年間の公民権停止が命じられた。これにより、案里は公職選挙法の規程により議員失職した。また、3月25日、克行は大島理森衆議院議長宛てに議員辞職願を提出し、4月1日に衆議院本会議で許可され議員辞職した。10月21日、克行には懲役3年・追徴金130万円の実刑判決が確定した。

## 選挙結果
選挙前の現職だった森本真治（党派を超えた支援を得るべく政党の公認を受けず無所属で出馬、国民民主党党員）と溝手顕正（自由民主党（以下、自民党）・岸田派）に加えて、新人の河井案里（自民党・二階派）ら7人が立候補し、2枠を争った。森本は立憲民主党・国民民主党・社会民主党・日本労働組合総連合会広島県連合会の推薦を受け、溝手と案里はともに公明党の推薦を受けた。自民党分裂の結果、森本（329,792票）と案里（295,871票）が当選し、溝手（270,183票）の6選は叶わなかった。

## 事件の背景

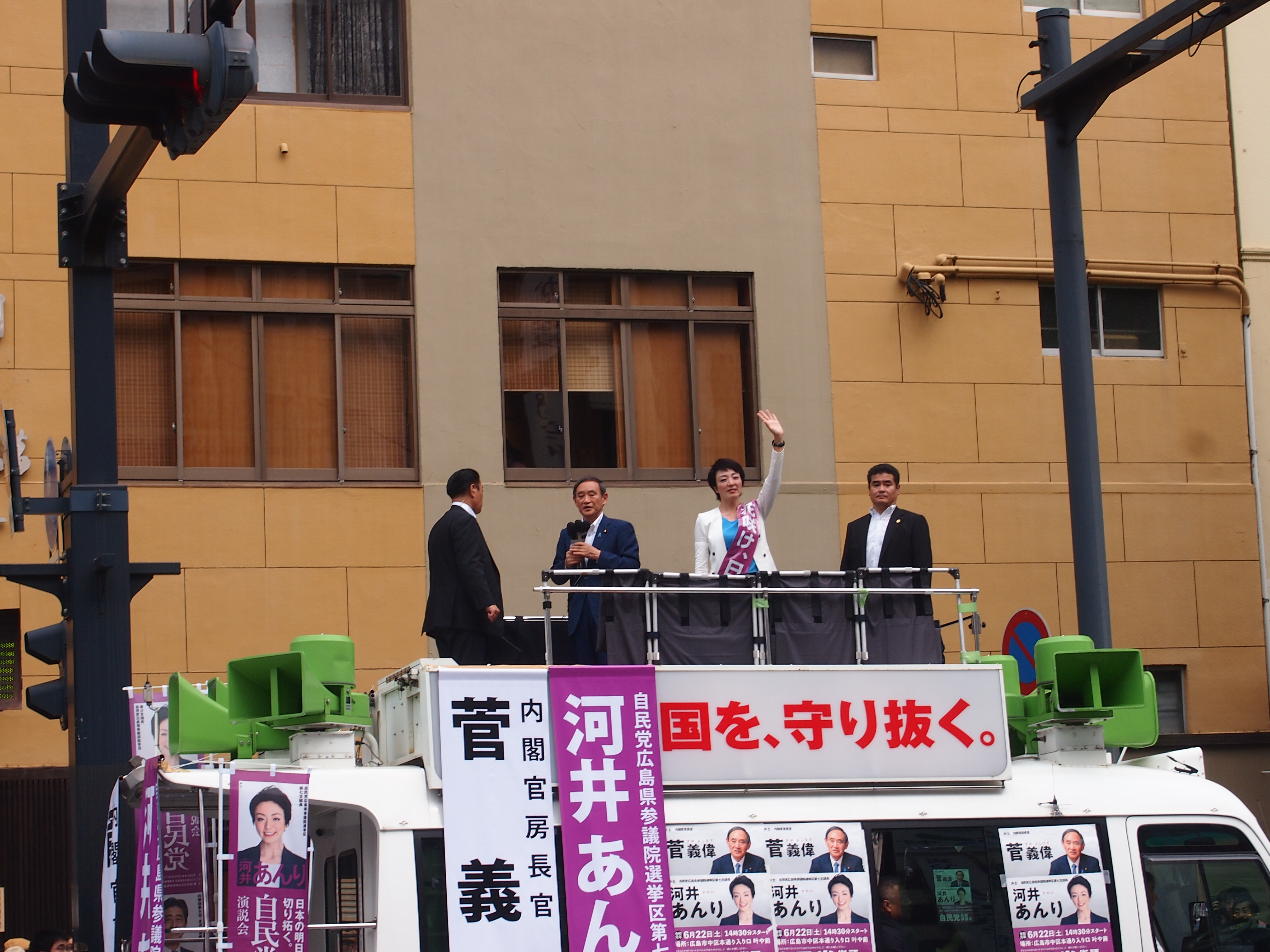
菅義偉による案里の応援演説（2019年6月22日）

自民党岸田派に所属し岸田文雄党政務調査会長に応援された溝手顕正への党本部からの入金が1500万円だったのに対し、河井陣営には10倍の1億5000万円が入金され安倍晋三内閣総理大臣や菅義偉内閣官房長官に応援されたという格差があった。
背景に安倍と溝手の確執があったと言われている。参議院広島県選挙区は参議院二人区で、長年自民党公認候補と民主党をルーツとする候補がそれぞれ1議席ずつ分け合っていた状態であり、事実上両者に対する信任投票に近い状態だった。今回の選挙戦においても溝手が自民党側の候補として出ると予想されたが、党本部の意向で安倍や菅官房長官に近い2人目、河井克行の妻である河井案里も擁立された。また、自民党広島県連には溝手が所属する岸田派が多数を占め、溝手のみを支持する動向があったため、次の党総裁を狙う岸田文雄と菅義偉の「代理戦争」とする見方もある。

## 経緯

### 2018年
2018年7月20日、自民党が翌年の参院選の1次公認候補予定者を発表。広島県選挙区（定数2）では現職の溝手顕正が公認内定を受けた。
7月31日、立憲民主党の枝野幸男代表が参院選で改選数2以上の選挙区に原則として候補者を擁立する方針を表明。
11月28日、広島県選挙区において国民民主党現職の森本真治と立憲民主党の候補者が競合して共倒れすれば自民党が2議席独占できるとして、自民党の甘利明選対委員長が宮澤洋一広島県連会長に溝手に次ぐ2人目の候補者擁立を要請した。

### 2019年
2019年2月19日、甘利が岸田文雄政調会長と会談し、河井案里や薬師寺道代を念頭に広島の2人目の候補者擁立に理解を求めたが、県連幹部は「擁立が決まったとは聞いてない」と不快感を示した。
3月12日、自民党が広島県選挙区の2人目の候補者として河井案里の擁立を決定。一方、久保田智子元アナウンサーらに立候補を打診していた 立憲民主党では、3月24日に枝野代表が「（自民党に）二つ取られるかもしれない状況が、2人区で初めて広島で生じている」などと述べ、事実上独自候補の擁立断念と森本への候補者一本化を示唆した。
2019年7月21日、第25回参議院議員通常選挙の広島県選挙区で河井案里が初当選。

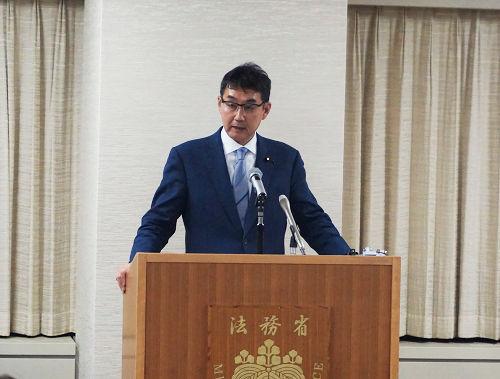
法務大臣に就任した克行（9月11日）

9月11日、河井克行が第4次安倍第2次改造内閣で法務大臣として初入閣。
10月30日、同年7月の参院選で河井陣営が車上運動員（いわゆるウグイス嬢）13人に公職選挙法の法定上限を超える報酬を支払った疑いがあると、週刊文春の電子版が報じた。
10月31日、克行は前日の週刊文春電子版の報道を受け、午前8時すぎに総理大臣官邸で安倍晋三内閣総理大臣と面会し法務大臣の辞表を提出、受理された。同日、週刊文春2019年11月7日号が発売され、同号でも河井陣営の疑惑が報じられる。
11月27日、神戸学院大学教授の上脇博之ら11人は公職選挙法違反の罪で河井夫妻らに対する告発状を広島地方検察庁特別刑事部に提出した。
12月6日、河井案里は事務所の秘書を通じて、適応障害で1か月の自宅療養が必要とする診断書を、世耕弘成自民党参議院幹事長に提出した。また、案里の事務所は「（2019年12月）9日までの国会会期中の説明は難しい。今の段階では説明がいつになるか見通すのは難しい。当面、治療に専念する」とし、公職選挙法違反の疑いで刑事告発されたことについては「当局から協力を求められれば、真摯に対応し、説明する」とした。

### 2020年
2020年1月15日・16日、広島地方検察庁特別刑事部は少なくとも8箇所である、案里事務所（広島市中区）、克行事務所（広島市安佐南区）、河井夫妻の自宅マンション（広島市）、案里の公設秘書の男性宅と公設秘書の女性宅、克行の公設秘書の男性宅、案里陣営スタッフの自宅、克行実家（広島市）を一斉に家宅捜索し資料を押収した。
3月3日、広島地方検察庁特別刑事部は、克行の政策担当秘書、案里の公設第2秘書、案里陣営選挙対策本部事務長の3人を公職選挙法違反（買収）の疑いで逮捕し、24日に3人のうち河井夫妻の秘書2人を同法違反の罪で起訴した。
3月29日、克行が広島市議会議員に現金数十万円が入った封筒を手渡していたことが明らかとなった（時期は2019年5～6月頃）。3月31日、克行が三原市長の天満祥典と大竹市長の入山欣郎にも現金が入った封筒を配り歩いていたことが発覚した。4月1日、安芸太田町長の小坂眞治が克行から現金20万円入りの封筒を受け取ったと取材に証言した。4月3日、元廿日市市長の眞野勝弘が市長在任中に現金を受け取った可能性があるとして広島地方検察庁から任意聴取を受けていたことが明らかとなった。眞野は携帯電話などを押収された。4月7日、小坂は町議会の議長宛てに辞職願を提出し、受理された。4月9日、広島地方検察庁は檜山俊宏県議と渡辺典子県議の事務所や自宅を公職選挙法違反の疑いで家宅捜索した。4月14日、参院選前に案里の後援会幹部に電話作戦を依頼し、10万円入りの封筒を手渡していたことが明らかとなった。4月23日、広島地方検察庁は元広島市議会議長の平野博昭と息子を任意聴取し、家宅捜索した。4月24日、廿日市市議会の元議長の市議に「案里をよろしくお願いします」と伝えた後、現金20万円を渡していたことが明らかとなった。4月28日、広島地方検察庁は広島県議3人の議員控室を家宅捜索した。
6月16日、広島地方裁判所が案里の公設第2秘書に公職選挙法違反（買収）の罪で懲役1年6か月執行猶予5年の有罪判決を言い渡した。
第201回国会が閉会した6月17日、自民党は河井夫妻議員がそれぞれ自民党本部に16日付で提出した離党届を、同日の持ち回りの党紀委員会でいずれも全会一致で受理を決定され受理したと発表した。
6月18日、東京地方検察庁特別捜査部は公職選挙法違反（買収）容疑で河井夫妻を逮捕し、衆議院第二議員会館内の克行事務所と参院議員会館内の案里事務所などを家宅捜索した。克行は、2019年7月の参議院選挙をめぐり、2019年3月下旬から8月上旬に広島県議や広島市議、地元首長ら計94人に案里への投票や票の取りまとめを依頼し、総額約2,570万円を提供した疑い。案里はこのうち5人に対する計170万円について夫の克行と共謀した疑い。法務大臣経験者の逮捕は戦後初となる。
7月8日、公職選挙法違反（買収）の罪で河井夫妻が起訴された。同日、案里の弁護人が保釈を請求。9日、克行の弁護人が保釈を請求。15日、東京地方裁判所は両名共認めない決定を下した。報道によると、東京地方裁判所は証拠隠滅や逃亡の恐れがあると判断したとみられると伝えられた。
8月7日、河井夫妻は東京地方裁判所に2度目の保釈を請求するが、同月13日に却下された。8月17日には東京地方裁判所が計55回の公判期日を指定した。
8月25日、初公判が開かれ、河井夫妻は無罪を主張した。その翌日には、3度目の保釈請求が却下された。
9月15日、克行が自身の専任弁護士6人を全員解任し、公判が分離される事態となる。
10月12日、東京地方裁判所は4回目の保釈請求を却下。10月7日に弁護人が4回目の請求をしていた。
10月16日、案里の弁護士は5回目となる保釈請求を行った。
10月19日、第21回公判が行われ、検察官が都内のインターネット関連のコンサルタント業者の供述調書を読み上げた。この業者は週刊誌に選挙違反の疑惑が報道された直後の2019年11月、克行に東京都内の議員宿舎に呼び出され「外部に流出させたらまずいものを消したい」「パソコンのデータを完全に消去してほしい」と依頼され「元大臣は焦っている様子で、完全に消去できるソフトがあると説明すると『じゃあ買ってきて』と言われた」、業者は近くの家電量販店で復元できない状態に消去できる市販ソフトを購入し、克行がそのソフトを使い議員宿舎にあるパソコンのデータを消した。その後、克行は削除を求めるデータを手書きしたメモを業者に渡し、業者が克告の議員会館の事務所と広島市内にある河井夫妻自宅のパソコンのデータを削除。議員会館での作業について業者は「動作がうまくいかず終了していなかったが、『もう十分だろう』と思い、作業を途中で終了した」と供述。業者は同12月にも、広島市内にある両被告の後援会事務所のパソコンのデータを公設秘書が同席する中で削除した。初公判での検察側の冒頭陳述によると、業者らによるデータ消去後も、議員会館の事務所のパソコンには同じリストが記録された別のデータが残っていた。関係者によると、検察当局はこれらのデータを家宅捜索で押収。大規模買収事件の捜査が進展する突破口となった。また、この業者は克行から依頼され、架空の人物を装ってブログを開設し、溝手顕正本人や溝手を支援する自民党広島県連が案里被告をいじめているとなどと、溝手側が悪い印象を持たれるような投稿を繰り返し、投稿内容は克行から具体的な指示を受け投稿前に克行が文章を確認した、一方で、案里の印象が良くなるような対策をネット上で講じていたと供述。
10月20日、克行が計5人の弁護人を新たに選任、新弁護団には、解任した弁護人のうち4人を再任したほか、新たに別の弁護士1人を選任しこの弁護人が主任弁護人を務める方針と報じられた。21日、解任された弁護人のうち5人が改めて選任されることになり、新たな弁護人2人と合わせて新弁護団は7人になると報じられた。
10月22日、23日、28日の案里の公判に克行が検察側の証人として出廷し、22日と23日に検察官による主尋問が行われ、28日には案里の弁護側による反対尋問が行われる予定 だったが、克行は22日（第22回公判）に検察側の証人として出廷し100回以上の証言拒否を繰り返し23日まで2日間を予定していた検察側の主尋問は1日だけで終了、23日（第23回公判）は案里の弁護側による反対尋問は行われず数分で退廷し、28日は公判は開かれず克行の証人尋問は終了した。
10月27日、5度目の保釈請求で裁判所が認める決定をし保釈保証金1,200万円が即日納付され案里が東京拘置所から保釈された。保釈の条件には親族との同居が含まれている。案里の裁判は基本的に証人尋問が終わり11月13日からは被告人質問が始まる。また、同日、東京地方裁判所は克行の公判再開を決定し11月4日から行われる。
11月19日、東京地方裁判所は、克行の公判について新たに2021年3月31日までの45回の期日を決定したことを明らかにした。
11月25日付で、最高裁判所が案里の公設秘書の立道の上告を棄却し有罪（懲役1年6月、執行猶予5年）が確定した。検察側は立道について選挙運動の計画立案や調整を担う「組織的選挙運動管理者」として連座制を適用し、広島高等検察庁は案里の当選無効を求める行政訴訟を広島高等裁判所に年内に起こす運びとなり、これにより案里は連座制が適用され失職する見通しが濃厚となった。ちなみに、連座制を強化した1994年の公職選挙法改正から2005年5月までに提起された連座訴訟117件のうち116件で検察側の勝訴が確定している。
12月15日、案里の論告求刑公判が東京地方裁判所（高橋康明裁判長）で開かれ、検察側は「選挙の公正に対する信頼を失墜させた」「民主主義の根幹を揺るがす前代未聞の悪質な犯罪だ」「厳しい選挙情勢になると予想し、本件犯行に及んだ。動機は身勝手極まりない」、さらに、地元議員の証言中に「『あはは』と笑い出すなど反省は皆無」として懲役1年6月を求刑した。
12月16日、克行の公判予定日だったが、弁護士団の1人が新型コロナウイルス感染が判明したため公判期日取り消しとなった。感染が判明した克行の弁護士は12月10日から体調に異変があり16日朝までに陽性が確認された。克行と他の弁護人がPCR検査を受けた結果、全員の陰性が確認され、21日より公判再開。
12月21日、広島高等検察庁は案里公設第2秘書の有罪確定を受け、案里に連座制適用を求める行政訴訟を広島高等裁判所に起こした。

### 2021年
2021年の克行の裁判は1月8日から3月末までに計41回の審理が予定され、検察側の証人尋問や供述調書の審理は2月末ごろまでかかり3月以降に弁護側の反証の中心となる被告人質問が始まるとの見通しが立てられた。
1月21日、案里の1審判決公判が東京地方裁判所で開かれ、高橋康明裁判長は弁護側の無罪主張を退け、案里に懲役1年4か月、執行猶予5年、公民権停止5年（求刑懲役1年6か月、公民権停止5年）の有罪判決を言い渡した。
2月3日、案里は秘書を介して山東昭子参議院議長宛てに議員辞職願を提出し、同日の参議院本会議で辞職が許可された。また同日、「たとえ一審でも信頼を回復できなかったことは政治家として情けなく、政治的責任を引き受けるべきだ」と控訴しないことを明らかにした。案里は議員辞職願の提出後に河井案里被告事務所を通じてコメントを発表。2月4日には東京地方検察庁も控訴しない方針と報じられ、2月5日午前0時に案里の有罪が確定した。これにより案理は5年間の公民権停止となり、同時に第25回参議院議員通常選挙での当選が無効となった。東京地方検察庁の山元裕史次席検事は「当方の主張を一部認めなかった点は承服し難いが、百日裁判の趣旨などを踏まえて早期の確定を目指すべきだと判断し、あえて控訴はしないこととした」と発表。
2月19日、東京地方検察庁も控訴しない方針と報じられる現金を受け取ったとされる地元議員やスタッフら計100人への証人尋問や供述調書の朗読が終了した。94人が買収を認めた。明確に否定したのは広島県議ら4人。元県議ら2人は「当時の記憶がない」などと曖昧な説明をした。
2月24日、克行の弁護団が5回目の保釈請求。3月3日、東京地方裁判所は保釈を認める決定をした。保釈保証金は5000万円で、克行側は全額を現金で即日納付した。東京地方検察庁は決定を不服として東京高等裁判所に抗告したが、東京高等裁判所は抗告を退け、改めて保釈を認める決定をした。3月3日21時5分ごろ、胸に議員バッジを付けたスーツにネクタイ姿で逮捕から8か月余り勾留されていた東京拘置所の建物を出た。東京拘置所の玄関の外にいる報道陣に向かって約10秒間、無言で深々と頭を下げた。その後、迎えの黒いセダンに乗り込み東京拘置所を後にし、車両は港区赤坂の衆議院議員宿舎に入った。
3月8日、克行が保釈後初の裁判に議員バッジをつけて出廷。
3月5日、広島高等裁判所は、河井案里元参院議員に対し、有罪となった元公設秘書との連座制適用を広島高等検察庁が求めた行政訴訟の第1回口頭弁論を4月23日に開くと明らかにした。案里側は争わない方針で、即日結審するとみられる。また、案里側は広島高等検察庁などとの連座訴訟の打ち合わせで答弁を放棄する考えを示した。
3月18日、河井克行元法務大臣が議員辞職の意向と報道された。3月24日から克行は議員バッジをつけずに出廷。3月25日午後3時ごろ、大島理森衆議院議長宛てに議員辞職願を提出した。また、克行は議員辞職願の提出後に河井克行事務所を通じて所感を発表。4月1日、衆議院本会議で全会一致で議員辞職が許可された。河井克行元大臣本人は本会議に出席しなかった。
4月5日、被告人質問で弁護側から、地元議員らに渡して買収した現金の原資について問われた河井克行は、「全て私自身の手持ちにあった資金」と述べ、議員歳費が貯まっていたものと説明した。「自民党から交付された1億5000万円は、会報誌や事務所の経費にすべて使った。買収資金を交付金からまかなったことは、まったくございません」と答え、党勢拡大の為の経費として全て使い切ったと話し「1円たりとも買収資金には使わなかった」と訴えた。また、「もはや、有権者から審判をもらう資格はない。生涯にわたって選挙に立候補することは致しません」と政界引退を宣言した。
4月30日、東京地方裁判所で克行の論告求刑公判が行われ、検察側は懲役4年、追徴金150万円の実刑判決を求めた。5月18日、河井克行の第56回公判が開かれ、弁護側が最終弁論で執行猶予付きの判決を求め結審した。
6月18日、東京地方裁判所（高橋康明裁判長）は、起訴内容の100人全員について買収と認め、河井克行に懲役3年間の実刑判決及び徴金130万円（求刑懲役4年、追徴金150万円）の実刑判決を言い渡した。克行の弁護側は判決を不服として即日控訴した。閉廷後に、克行は保釈取り消しとなり再び東京拘置所に収容された。克行の弁護側は再保釈を申請したが同日午後棄却された。
6月18日付で克行被告の弁護側が、保釈請求を棄却した東京地方裁判所の決定を不服として東京高等裁判所に抗告した。
6月21日、東京高等裁判所（若園敦雄裁判長）は克行被告の保釈を認めない決定をした。
6月22日、上川陽子法務大臣は閣議後の記者会見で、参議院選挙の大型買収事件で法務大臣経験者の河井克行被告に懲役3年の実刑判決が言い渡されたことに、「元法相が有罪判決を受ける事態に至ったことは遺憾だ。法務行政は国民の信頼なくして成り立たない」「国民の政治不信を招いたとの批判は閣僚の一人として重く受け止める」と述べた。
6月30日、国会議員資産等公開法が提出を義務づけている国会議員の所得公開が行われたが、河井夫妻はいずれも2020年分の所得等報告書を提出しなかった。衆参両院事務局も提出を求めていないとしている。衆議院事務局は2021年4月1日に辞職した克行元議員について「（4月）1日の時点では提出義務はあったが、辞職後に提出を求める運用はしていない」とし、参議院事務局は2021年2月に失職した案里元議員について「提出期間には国会議員ではなかったため、提出する義務がない」と説明した。これにより、河井夫妻は昨年1年間は国会議員だったがその所得はチェックできない。
8月4日、自民党本部が選挙資金として河井夫妻側に提供した1億5000万円の使途に関する書類を含む検察が押収した資料が克行の弁護人に返還されていたことが報じられた。克行は東京地裁の公判で、広島県の地元議員らに配った金の原資は「全て私自身の手持ち」と述べ、党本部資金からの支出を否定しているが、公判では検察側が「党本部からの資金が原資だった」とする河井陣営元会計担当者の供述調書を読み上げている。菅は、2021年6月の記者会見で「関係書類が返還されしだい、監査を行いチェックする」と述べている。
9月6日、出演したテレビ朝日の番組で、自由民主党総裁選挙に立候補を表明している岸田は、自民党本部から元法相の河井夫妻側に提供された1億5千万円について、裁判で克行が買収資金について「手持ちの資金だった」と説明したことに対し、「買収に使われていなかったと確認することは党としてやらなければいけない」「党から出たお金が買収の資金に使われていないかということが問われている」と指摘し、1億5千万円に関する書類が検察から自民党本部に返還されたことを踏まえて、「書類をしっかり精査した上で、買収に使われていなかったということを確認したいと強く思っている」と話した。
9月14日、自民党総裁選に立候補する岸田は報道各社のインタビューに応じ、河井夫妻側に自民党本部から提供された1億5千万円について、「買収に使われていないことを書面をもって、しっかりと国民に説明する」と約束した。「同じ選挙区の候補者に対して不公平だと党内でも大きな議論になった」が、「法律に触れるものではない」と説明。買収の資金になったかどうかについて「書面をもって証明する。このことが大事だ」と繰り返して約束した。
9月22日、自民党幹事長代理柴山昌彦が記者会見し、河井夫妻が22日に政治資金収支報告書の訂正を広島県選挙管理委員会と総務大臣に提出したことを明らかにし、河井の弁護人を通じて受け取った河井夫妻の連名の書面を公表。1億5千万円からは買収資金を出していないという報告だった」と明らかにした。1億5000万円の支出を決裁した二階幹事長は出席しなかった。柴山幹事長代理は「実務で支える私が説明した方が、より丁寧に伝わると考えた」と理解を求め、また、決裁手続きに問題はなかったとも強調。説明責任については「執行部として、できうる最善のことをしたのではないか」と語った。
9月24日、案里が代表だった自民党広島県参議院選挙区第7支部と克行が代表だった自民党広島県第3選挙区支部の2019年分の修正された政治資金収支報告書が、広島県選挙管理委員会で閲覧可能となった。
10月3日放送のNHKの番組で、自民党甘利明幹事長は、河井夫妻が過去の政治資金収支報告書などを訂正したことを踏まえ、「金額と領収書が全部合っている。選挙管理委員会で閲覧できるので見てください」と述べ、「再調査する考え方はない」とした。
10月5日、自民党広島県支部連合会中本隆志会長代理（広島県議会議長）が岸田と面会し、2019年参議院選挙で自民党本部が河井陣営に1億5000万円を投入したことに対する謝罪と再調査と再発防止のルール作りを要請した。岸田総理大臣は「十分確認をした上で必要であればしっかりと説明をする」と応じた。
10月19日、東京拘置所に収容されていた克行が控訴を取り下げる意向であると報じられ、10月21日控訴を取り下げたため1審の東京地方裁判所による懲役3年、追徴金130万円の実刑判決が確定した。これにあわせ克行は、「今後、現金を受領された方々に関する検察審査会が開かれると聞いておりますが、今回の件の全ての責任は私ただ一人にあり、私が全てをお引き受けする覚悟です。受領された方々への寛大なご措置を、平にお願い申し上げます。」などのコメントを発表した。

### 2023年
7月21日、元広島市議会議員木戸経康の弁護人を務める田上剛弁護士が、広島市内で記者会見を開き、2020年に東京地検特捜部の検事から木戸経康が10回にわたって任意の取り調べをうけた際、そのうちの数回分のやりとりを隠し録音していたこと、取り調べた際に不起訴になることを示唆し、買収を認めるよう誘導するような音声データがあることを明らかにした。東京地方裁判所で行われた克行の裁判の証人として出廷した際の証人テストの録音も含めて合計およそ7時間の内容が録音されているという。最高検察庁も録音データの内容を把握しており、詳細を調査している。
7月24日、広島県議会議員 渡辺典子が木戸経康とは別の検事による取り調べで隠し録音をしていたと報じられ明らかにされた。
7月28日、斎藤健法務大臣は閣議後会見で、東京地検特捜部検事が元広島市議の供述を誘導した疑いがある問題について、「検察当局が適切に対応すると承知している。まずはそれを見守りたい」とコメントし調査公表は明言しなかった。
8月2日、河井大規模買収事件を巡る東京地検特捜部検事の供述誘導疑惑を受け、日本弁護士連合会 小林元治会長が会長声明を発表。同日の定例記者会見で、「日弁連として、全事件で取り調べの録音・録画を義務付けるなどの刑事司法制度の改革を進めたい」とした。
8月24日、木戸経康の弁護士が記者会見を開き、担当検事とのやりとりの録音データの一部を書き起こしたとするメモを新たに公表した。
8月31日、最高検察庁は、木戸経康（当時・広島市議）の取り調べと証人テストを担当した東京地検特捜部検事2人（取り調べ検事、公判担当検事）から事情聴取を行う方針を固めたと報じられた。最高検察庁が直接、調査にあたるのは異例である。
9月7日、検察当局が2020年1月に河井克行の自宅を家宅捜索した際、当時の安倍晋三首相をはじめ安倍政権の幹部4人から現金計6700万円を受け取った疑いを示すメモを発見し押収していたことが、関係者への取材で分かった。関係者によるとメモはA4判で、上半分に「第3　7500万円」「第7　7500万円」と書かれ、それぞれ入金された時期が付記されており、その下に「+（プラス）現金6700」と手書きで記され、さらにその下に「総理2800　すがっち500　幹事長3300　甘利100」と手書きされていた。すがっち500は菅は「そんなことあるわけがない」と否定し、幹事長3300は二階は「案里って何者よ」と否定し、甘利100は甘利本人が「陣中見舞いで届けた。党からのお金だった」と認めた。
9月22日までに、広島弁護士会は坂下宗生会長名で、河井克行から現金を受け取ったとされる元広島市議に対し東京地検特捜部の検事が供述を誘導した疑いがある問題に対し、取り調べ手法を非難する声明を出した。
10月18日、現職と元職の広島市議5人（三宅正明、木山徳和、谷口修、伊藤昭善、藤田博之）が広島市中区で記者会見し、公職選挙法を改正し金銭の授受が禁じられる期間を定めることなどを求める共同声明文を発表した。
10月31日、広島地方裁判所（裁判長 後藤有己/日野浩一郎）が現広島市議の木山徳和と三宅正明元広島市議の谷口修と伊藤昭善の4人に有罪判決を言い渡し、正式裁判で争った12人全員が一審判決で罰金などの有罪となり受領額と同額の追徴・没収を命じられた（起訴相当35人のうち正式裁判求めた12人（略式起訴25人うち3人、在宅起訴9人））。
11月24日、2019年の参院選広島選挙区の大規模買収事件を巡り、河井克行と案里がそれぞれ代表を務めた自民党支部が2020年、2021年の政治資金収支報告書で収支を「不明」のままにしていることが分かった、と報じられた。
11月29日、河井克行が服役していた栃木県さくら市の喜連川社会復帰促進センターから仮釈放された。刑期満了は翌2024年であったが、刑務所内での生活態度や更生への意欲などが考慮された。
12月25日、最高検察庁は、木戸経康が東京地検特捜部検事に供述を誘導されたと主張した問題で、取り調べが「不適正」だったとする調査結果を公表した。不起訴の約束はなかったが、不起訴を期待させる発言があったことは否定しがたいと判断した。組織的な指示はなかったとしている。担当検事に対しては改善を求める指導にとどめ懲戒処分しなかった。

### 2024年
1月29日、中国新聞は、仮釈放された河井克行がかつて法廷や月刊Hanada連載獄中日記で語っていた広島での「おわび行脚」の気配のないことに、多くの元後援会員たちは「約束を果たす気はあるのか」といぶかしんでいる、と報じた。翌30日、中国新聞編集委員が自身のX（旧Twitter）アカウントで「自身の裁判では「石を投げられても広島でおわび行脚をする」と言っていたのですが、もう忘れたのでしょうか」とつぶやき投げかけた。
2月4日、克行が広島市内の関係者を突然訪れてお詫びをした。翌5日に北広島町、安芸太田町や安芸高田市の関係者を訪れお詫びし、中国新聞の取材に応じた。克行は6日には福山市に現れ広島ローカルテレビ局の取材に応じ、数日間の予定で広島に滞在しお詫び行脚していることを明らかにした。7日午前には、広島市安佐南区で別の広島ローカルテレビ局の取材に応じ、「またできるならば国家国民そして地元故郷広島のために一生懸命少しでも貢献していきたい」「そういう気持ちが帰ってくる前に比べて余計に一層強くなった」「私の故郷はやはりこの広島だ」という趣旨を話した。
4月発売の月刊HANADA 2024年6月号で4回目の広島お詫び行脚を行ったことを明らかにした。
5月18日、元・東京地検特捜部検事が、河井克行の関係先から押収した「買収リスト」に名前が挙がっていた地元政治家1人を2020年初夏に広島市内で任意で取り調べた際に、「不起訴をほのめかし、客観証拠に沿うよう供述を誘導したことがある」「今でも自責の念にかられる」と証言した、と読売新聞が報じた。
11月29日、河井克行と案里がそれぞれ関係する四つの政治団体の政治資金収支報告書（2020、2021年分）が収支不明のまま廃棄されたことが分かったと報じられた。政治資金規正法が義務付ける公表から3年間の保存期間が過ぎ、総務省と広島県選挙管理委員会が判断したもの。
12月9日付で最高裁判所 第1小法廷（宮川美津子裁判長）は上告棄却に対する渡辺典子県議の異議の申し立てを棄却し、これをもって、河井事件で正式裁判を受けた地方議員や元議員あわせて12人の裁判は終結した。通知が届き次第失職する見通しだったが、12月12日夜、渡辺典子県議は「一身上の都合」として広島県議会に辞職願を提出、12月13日の県議会本会議で協議され辞職が全会一致で許可された。

## 選挙資金
|         | 広島県参議院選挙区第七支部 （支部長：河井案里） | 広島県第三選挙区支部 （支部長：河井克行） |
| 4月15日 | 1,500万円★                                      |                                           |
| 5月20日 | 3,000万円★                                      |                                           |
| 6月10日 | 3,000万円★                                      | 4,500万円★                                |
| 6月27日 |                                                 | 3,000万円                                 |
| 計      | 7,500万円                                       | 7,500万円                                 |

## 河井夫妻公判日程
|                           | 東京地方裁判所           |                           | 東京地方裁判所       |                        | 東京高等裁判所 |
| 河井夫妻被告 第1審 初公判 | 2020年 08月25日          |                           |                      |                        |                |
| 第2回公判                 | 08月28日                 |                           |                      |                        |                |
| 第3回公判                 | 09月01日                 |                           |                      |                        |                |
| 第4回公判                 | 09月02日                 |                           |                      |                        |                |
| 第5回公判                 | 09月03日                 |                           |                      |                        |                |
| 第6回公判                 | 09月04日                 |                           |                      |                        |                |
| 第7回公判                 | 09月09日                 |                           |                      |                        |                |
| 第8回公判                 | 09月15日                 |                           |                      |                        |                |
| 案里被告 第1審 第09回公判 | 2020年 09月16日          | 克行被告 第1審 第09回公判 | 2020年 11月04日      |                        |                |
| 第10回公判                | 09月17日                 | 第10回公判                | 11月16日[229]        |                        |                |
| 第11回公判                | 09月18日                 | 第11回公判                | 11月19日[230]        |                        |                |
| 第12回公判                | 09月23日                 | 第12回公判                | 11月26日[231][232]   |                        |                |
| 第13回公判                | 09月24日                 | 第13回公判                | 11月27日[233]        |                        |                |
| 第14回公判                | 10月01日                 | 第14回公判                | 12月02日[234]        |                        |                |
| 第15回公判                | 10月02日                 | 第15回公判                | 12月03日[235]        |                        |                |
| 第16回公判                | 10月05日                 | 第16回公判                | 12月04日[236]        |                        |                |
| 第17回公判                | 10月07日                 | 第17回公判                | 12月08日[237][238]   |                        |                |
| 第18回公判                | 10月13日                 | 第18回公判                | 12月09日[239]        |                        |                |
| 第19回公判                | 10月15日                 | 第19回公判                | 12月11日[240]        |                        |                |
| 第20回公判                | 10月16日                 | 第20回公判                | 12月14日[241]        |                        |                |
| 第21回公判                | 10月19日                 | 第21回公判                | 12月15日[242]        |                        |                |
| 第22回公判                | 10月22日                 | 第22回公判予定            | 12月16日[243]        |                        |                |
| 第23回公判                | 10月23日                 | 第22回公判予定            | 12月18日[244]        |                        |                |
| 第24回公判                | 11月11日                 | 第22回公判                | 12月21日[245]        |                        |                |
| 第25回公判                | 11月13日[246]            | 第23回公判                | 12月24日[247]        |                        |                |
| 第26回公判                | 11月17日[248]            | 第24回公判                | 12月25日[249]        |                        |                |
| 第27回公判                | 11月20日[250]            | 第25回公判                | 2021年 01月08日[251] |                        |                |
| 第28回公判（論告求刑）    | 12月15日[90][91][92]     | 第26回公判                | 01月12日[252]        |                        |                |
| 第29回公判（最終弁論）    | 12月23日[253]            | 第27回公判                | 01月13日[98]         |                        |                |
| 判決                      | 2021年 1月21日[254][255] | 第28回公判                | 01月14日[256]        |                        |                |
|                           |                          | 第29回公判                | 01月18日[257]        |                        |                |
|                           |                          | 第30回公判                | 01月20日[258]        |                        |                |
|                           |                          | 第31回公判                | 01月22日[259]        |                        |                |
|                           |                          | 第32回公判                | 01月25日[260]        |                        |                |
|                           |                          | 第33回公判                | 01月26日[261]        |                        |                |
|                           |                          | 第34回公判                | 01月28日[262]        |                        |                |
|                           |                          | 第35回公判                | 02月01日[263]        |                        |                |
|                           |                          | 第36回公判                | 02月03日[264]        |                        |                |
|                           |                          | 第37回公判                | 02月04日[265]        |                        |                |
|                           |                          | 第38回公判                | 02月09日[266]        |                        |                |
|                           |                          | 第39回公判                | 02月12日[267]        |                        |                |
|                           |                          | 第40回公判                | 02月15日[268]        |                        |                |
|                           |                          | 第41回公判                | 02月17日[269]        |                        |                |
|                           |                          | 第42回公判                | 02月19日[270][271]   |                        |                |
|                           |                          | 第43回公判                | 02月24日[272]        |                        |                |
|                           |                          | 第44回公判                | 02月25日[273]        |                        |                |
|                           |                          | 第45回公判                | 03月08日[274]        |                        |                |
|                           |                          | 第46回公判                | 03月16日[275][276]   |                        |                |
|                           |                          | 第47回公判                | 03月23日[277][278]   |                        |                |
|                           |                          | 第48回公判                | 03月24日[279][280]   |                        |                |
|                           |                          | 第49回公判                | 03月26日[281][282]   |                        |                |
|                           |                          | 第50回公判                | 03月29日[283]        |                        |                |
|                           |                          | 第51回公判                | 03月31日[284][285]   |                        |                |
|                           |                          | 第52回公判                | 04月05日[286][287]   |                        |                |
|                           |                          | 第53回公判                | 04月06日[288][289]   |                        |                |
|                           |                          | 第54回公判                | 04月08日[290][291]   |                        |                |
|                           |                          | 第55回公判(論告求刑)      | 04月30日[292][293]   |                        |                |
|                           |                          | 第56回公判(最終弁論)      | 05月18日[294]        |                        |                |
|                           |                          | 判決                      | 06月18日[295]        |                        |                |
|                           |                          |                           |                      | 克行被告 控訴審 初公判 | 2021年         |
案里は2021年1月、克行も10月、一審判決で確定。

## 河井案里連座制訴訟日程
|                         | 広島高等裁判所       |
| 第1回口頭弁論(即日結審) | 2021年 04月23日[299] |
| 判決                    | 05月21日[299]        |
- 2021年5月21日、広島高等裁判所（横溝邦彦裁判長）は、河井案里に対して参議院・広島選挙区への5年間の立候補禁止を命じた[300][301][302][303][304]。案里元議員側が期日に誰も出頭せず、「被告側に争う意思がなく、自白したものとみなす」などとし広島高等検察庁の訴えを全面的に認めた[300][301][302][303][304]。
- 2021年6月8日午前0時までに案里元議員側と検察側の双方が上告しなかったため広島高等裁判所判決が確定し、河井案里元議員は参議院広島選挙区での立候補が5年間禁止となった[305][306][307]。

## その他の公判日程
河井克行元法相元政策秘書 A
|           | 広島地方裁判所            |
| 初公判    | 2020年 06月12日           |
| 第2回公判 | 06月30日                  |
| 第3回公判 | 07月20日                  |
| 第4回公判 | 08月05日                  |
| 第5回公判 | 09月01日                  |
| 第6回公判 | 09月30日                  |
| 第7回公判 | 10月26日                  |
| 結審      | 12月21日[309]             |
| 判決      | 2021年 02月16日[310][311] |
- 2021年2月16日、広島地方裁判所はAに懲役1年6か月、執行猶予5年（求刑懲役1年6か月）の判決を言い渡した[310][311]。
- 2021年3月3日、控訴の期限までに検察と弁護側のいずれも控訴しなかったことから、Aに広島地方裁判所が言い渡した懲役1年6か月、執行猶予5年の有罪判決が確定した[312][313]。

河井案里議員公設第2秘書 B
| 広島地方裁判所 | 広島地方裁判所  | 広島高等裁判所         | 広島高等裁判所  | 最高裁判所           | 最高裁判所      |
| -------------- | --------------- | ---------------------- | --------------- | -------------------- | --------------- |
| 第1審 初公判   | 2020年 04月20日 |                        |                 |                      |                 |
| 第2回公判      | 05月19日        |                        |                 |                      |                 |
| 第3回公判      | 05月26日        |                        |                 |                      |                 |
| 第4回公判      | 06月09日        |                        |                 |                      |                 |
| 第5回公判      | 06月16日        |                        |                 |                      |                 |
|                |                 | 控訴審（第2審） 初公判 | 2020年 08月25日 |                      |                 |
|                |                 | 判決公判               | 08月31日        |                      |                 |
|                |                 |                        |                 | 上告審（第3審） 棄却 | 2020年 11月25日 |
- 2020年6月26日、Bは懲役1年6か月執行猶予5年を言い渡した一審広島地方裁判所判決を不服として、広島高等裁判所に控訴した[314]。
- 2020年9月10日、Bは懲役1年6月、執行猶予5年の一審広島地方裁判所判決を支持した広島高等裁判所判決を不服とし、最高裁判所に上告した[315]。
- 2020年11月、最高裁判所第一小法廷（裁判長判事・山口厚）は25日付けでBの上告棄却の決定を下し、懲役1年6月、執行猶予5年の有罪判決が確定した[84][316]。

## 買収事件で浮上した政治家
報道されている「お金を受け取ったとされる地元政治家リスト」は以下の通り。
| 現金を受け取った当時  | 名前       | 金額（円） | 時期（頃）      | 受け取り塌所             |
| --------------------- | ---------- | ---------- | --------------- | ------------------------ |
| 広島県議会議員        | 岡崎哲夫   | 300,000    | 平成31年3月下旬 | 選挙事務所               |
| 広島市議会議員        | 海徳裕志   | 300,000    | 平成31年3月下旬 | 選挙事務所               |
| 広島市議会議員        | 八軒幹夫   | 300,000    | 平成31年3月下旬 | 議員事務所               |
| 広島市議会議員        | 藤田博之   | 500,000    | 平成31年3月下旬 | 議員事務所               |
| 北広島町議会 議長     | 宮本裕之   | 200,000    | 平成31年3月下旬 | 宮本裕之方               |
| 安芸太田町議会議員    | 矢立孝彦   | 200,000    | 平成31年3月下旬 | 矢立孝彦方               |
| 広島市議会議員        | 今田良治   | 300,000    | 平成31年3月下旬 | 後援会事務所             |
| 安芸高田市議会 議長   | 先川和幸   | 200,000    | 平成31年3月下旬 | 安芸高田市議会議長室     |
| 三原市長              | 天満祥典   | 500,000    | 平成31年3月下旬 | 三原湾港ビル             |
| 安芸高田市議会 副議長 | 水戸眞悟   | 100,000    | 平成31年3月下旬 | 安芸高田市議会副議長室   |
| 広島県議会議員        | 宮本新八   | 300,000    | 平成31年3月下旬 | 後援会事務所             |
| 広島県議会議員        | 児玉浩     | 300,000    | 平成31年3月下旬 | 選挙事務所               |
| 広島市議会議員        | 木山徳和   | 300,000    | 平成31年3月下旬 | 選挙事務所               |
| 広島市議会議員        | 児玉光禎   | 300,000    | 平成31年3月下旬 | 児玉光禎方               |
| 広島市議会議員        | 豊島岩白   | 300,000    | 平成31年3月下旬 | 議員事務所               |
| 広島県議会議員        | 奥原信也   | 500,000    | 平成31年4月上旬 | 後援会事務所             |
| 広島県議会議員        | 平本徹     | 300,000    | 平成31年4月上旬 | 平本徹方                 |
| 広島県議会議員        | 下原康充   | 500,000    | 平成31年4月上旬 | 選挙事務所               |
| 広島市議会議員        | 三宅正明   | 300,000    | 平成31年4月上旬 | 後援会瀬野連絡所         |
| 広島県議会議員        | 山下智之   | 300,000    | 平成31年4月上旬 | 山下招之方               |
| 広島市議会議員        | 木戸経康   | 300,000    | 平成31年4月上旬 | 選挙事務所               |
| 広島県議会議員        | 窪田泰久   | 300,000    | 平成31年4月上旬 | 後援会事務所             |
| 広島市議会議員        | 谷口修     | 500,000    | 平成31年4月上旬 | 谷口修方                 |
| 広島市議会議員        | 伊藤昭善   | 300,000    | 平成31年4月上旬 | 議員事務所前駐車場       |
| 広島県議会議員        | 沖井純     | 500,000    | 平成31年4月中旬 | 議員事務所               |
| 広島市議会議員        | 沖宗正明   | 300,000    | 平成31年4月中旬 | 後援会事務所             |
| 廿日市市議会議員      | 仁井田和之 | 200,000    | 平成31年4月中旬 | 自宅兼事務所             |
| 広島県議会議員        | 高山博州   | 300,000    | 平成31年4月中旬 | 議員事務所               |
| 広島県議会議員        | 平本英司   | 300,000    | 平成31年4月中旬 | 後援会事務所             |
| 安芸太田町長          | 小坂眞治   | 200,000    | 平成31年4月中旬 | 小坂眞治方               |
| 広島県議会議員        | 砂原克規   | 200,000    | 令和元年5月上旬 | 議員事務所               |
| 安芸郡府中町議会議員  | 繁政秀子   | 300,000    | 令和元年5月中旬 | 河井案里選挙事務所       |
| 広島県議会議員        | 奥原信也   | 500,000    | 令和元年5月下旬 | 後援会事務所             |
| 広島県議会議員        | 宮本新八   | 200,000    | 令和元年5月下旬 | 北広島町商工会           |
| 広島市議会議員        | 石橋竜史   | 300,000    | 令和元年5月下旬 | 河井克行事務所           |
| 広島県議会議員        | 児玉浩     | 300,000    | 令和元年5月下旬 | 駐車場に駐車中の自動車内 |
| 広島県議会議員        | 渡辺典子   | 200,000    | 令和元年5月下旬 | 駐車場に駐車中の自動車内 |
| 広島市議会議員        | 伊藤昭善   | 200,000    | 令和元年6月上旬 | 駐車場に駐車中の自動車内 |
| 広島市議会議員        | 今田良治   | 200,000    | 令和元年6月上旬 | 後援会事務所             |
| 広島市議会議員        | 沖宗正明   | 200,000    | 令和元年6月上旬 | 沖宗正明方               |
| 広島市議会議員        | 海徳裕志   | 200,000    | 令和元年6月上旬 | 議員事務所               |
| 広島県議会議員        | 砂原克規   | 300,000    | 令和元年6月上旬 | 議員事務所               |
| 広島市議会議員        | 藤田博之   | 200,000    | 令和元年6月上旬 | 讓員事務所               |
| 広島市議会議員        | 三宅正明   | 200,000    | 令和元年6月上旬 | 議員事務所               |
| 三原市長              | 天満祥典   | 1,000,000  | 令和元年6月上旬 | 飲食店内                 |
| 広島県議会議員        | 岡崎哲夫   | 200,000    | 令和元年6月上旬 | 後援会事務所             |
| 広島市議会議員        | 豊島岩白   | 200,000    | 令和元年6月上旬 | 議員事務所               |
| 安芸高田市議会議員    | 青原敏治   | 100,000    | 令和元年6月上旬 | 青原敏治方               |
| 広島市議会議員        | 八軒幹夫   | 200,000    | 令和元年6月上旬 | 議員事務所               |
| 江田島市議会議員      | 胡子雅信   | 100,000    | 令和元年6月中旬 | 大柿市民センター         |
| 広島県議会議員        | 佐藤一直   | 300,000    | 令和元年6月中旬 | 河井案里選挙事務所       |
| 広島県議会議員        | 奥原信也   | 1,000,000  | 令和元年6月下旬 | 後援会事務所             |
| 廿日市議会議員        | 藤田俊雄   | 100,000    | 令和元年6月下旬 | 藤田俊雄方前路上         |
| 尾道市議会議員        | 杉原孝一郎 | 300,000    | 令和元年7月上旬 | 杉原孝一郎方             |
| 呉市議会議員          | 土井正純   | 300,000    | 令和元年7月中旬 | 河井案里選挙事務所       |

## 自民党から選挙資金として河井夫妻に支給された1億5000万円
河井案里が当選した2019年7月の参議院選挙では、自民党から河井夫妻に対して、1億5000万円が資金提供されていたことが分かっている。2021年5月には、二階幹事長が関与を否定する発言をしたのを契機に、1億5000万円についての発言が自民党の要職から相次いだ。誰がどのように通常よりも極端に多い選挙資金を用意したのか、誰も説明しない事態が続いている。
2020年1月23日に発売された「週刊文春」が、2019年7月の参議院選挙の前に、河井夫妻陣営に自民党本部から合計1億5000万円が振り込まれていたなどを報じ、判明した。溝手顕正への支給額は1500万円で河井陣営の1/10だった。同日のBS日テレの番組で自民党下村博文（番組放送当時 選挙対策委員長、2019年7月参議院選挙当時 自民党憲法改正推進本部長）は、「自民党本部（からの振り込み）ということであれば、幹事長、あるいは総裁の判断ということになる」と指摘。自身は当時は自民党憲法改正推進本部長だったこともあり「特定はできない。それ以外かもしれないし、どこの指示かは分からない」とした上で「でもそういうレベルだ」、通常は都道府県連を通すとし「候補者に直接党本部が政治資金を含んで選挙活動費を振り込むのはあり得ない話だ」と説明した。
2020年6月20日、自民党本部が河井夫妻議員に支給した1億5000万円のうち1億2000万円は、税金を原資とする政党交付金だったことが明らかになった。河井夫妻議員がそれぞれ支部長を務めた2つの自民党支部は広島県選挙管理委員会へ出した報告書で使い道や金額を示していないことも判明した。
2020年9月8日、告示された自民党総裁選の共同記者会見で菅義偉（当時 内閣官房長官）は、1億5000万円の使途の調査について「総裁になれば責任を持って対応したい」と約束。
2020年12月8日、菅義偉首相（自民党総裁）は、自民党本部が計1億5000万円を河井夫妻議員に支出したことについて、「支部の党勢拡大などのために、党内で定めた基準と手続きにしたがって、党本部から適切に交付されたもの」とした。
2021年3月3日、菅義偉首相（自民党総裁）が参院予算委員会で「資金の詳細は検察当局に押収された関係書類が返還され次第、党で監査する（党の公認会計士がチェックする）」と述べた。
2021年5月17日、自民党二階俊博幹事長は記者会見で、河井夫妻公職選挙法違反事件で買収の原資となったとの指摘がある自民党本部からの1億5000万円に関し「その支出について、私は関与していない」と述べた。記者会見に同席した自民党林幹雄幹事長代理が、2019年当時の自民党選挙対策委員長だった甘利明衆議院議員が広島選挙区を担当していたと説明を補足した。
2021年5月18日、自民党税制調査会長甘利明（元 自民党選挙対策委員長）は1億5千万円の支出について「私は1ミリも関与しておりません。もっと正確に言えば1ミクロンも関わっていません」と関与を全面的に否定し「全く、承知をしておりません」と明言、支出については事件後の報道で知ったといい、選挙当時は把握していなかった、選挙対策委員長としての担務を「選挙区の公認調整について関わっている」と説明 し、林幹雄幹事長代理による説明と真っ向から対立した。また、同日の記者会見で二階俊博幹事長は「全般の責任は私にあるが、個別選挙区の戦略や支援方針はそれぞれの担当で行っている」と改めて説明した。甘利の1億5000万円の使途の説明責任について記者団に問われた二階への質疑に割って入る形で林幹雄は、「いろいろ（二階）幹事長も発言しているんだから根掘り葉掘り、あまり党の内部のことまで踏み込まないでもらいたい」記者団に反発した。同日、共産党志位和夫委員長は会見で「自分は関係ないという発言は無責任だ。二階氏の責任で（事実を）明らかにする必要がある」と強く求めた。同日、自民党広島県支部連合会会長岸田文雄（自民党前政調会長）は二階と甘利の泥仕合を受けて「送金に誰が関与したかではなく、金が何に使われたかだ」「1億5000万円を出したその後、それを何に使ったか、これを明らかにしてもらいたい。我々が申し入れをした論点と、昨日（17日）から騒ぎになっている論点、これはちょっとずれている」とし、自民党広島県支部連合会の要望は1億5000万円の使途の説明だと指摘し、「（自民党執行部が）早く説明をして自民党に対する疑念を払拭する必要がある」と強調した。自民党広島県支部連合会会長代理の中本隆志（広島県議会議長）は、記者団に「広島県民をこれほど侮辱した言葉はない」「幹事長である人間が関係ないはずがない」と二階に発言の撤回を要求、「参議院・（広島）再選挙、敗北の一番の原因は、河井事件と1億5000万円だったということを胸に止めて、みなさんの前で説明をしなければいけない」と語気を強めた。立憲民主党安住淳国会対策委員長は「誰も関わっていないことはありえない」と指摘し、「幹事長と選対委員長が責任をなすりつけている姿は、政権政党としてはあり得ないと私どもは思っていますので追及していきたい」「資金の原資は公金、政党交付金であり、自民党に説明責任を果たすよう求めていく」と1億5000万の支給に誰が関与したのか説明責任を果たすよう求めた。共産党穀田恵二国会対策委員長は記者会見で、「誰が資金の振り込みを指示したのか、はっきりさせるべきだ。こうした問題について不問に付したり、責任のなすりつけ合いをすること自体に自民党の体質があらわれている」と批判した。林幹雄幹事長代理は18日に電話で甘利明に「他意はなかった」と陳謝した。
2021年5月21日、自民党世耕弘成参議院幹事長は記者会見で「二階幹事長はその後、発言を補足して最終的に資金の出納についての責任は自分にあると言っていると思う。一義的に説明責任は党本部にあり、党本部の責任者は幹事長ということだ」と指摘した。一方で「この1億5000万円は、収支を報告しなければならないことが前提になっており、そういう金が買収に使われるなどということはありえない」と述べた。
2021年5月24日、林幹雄幹事長代理は、当時の甘利明選挙対策委員長が関わっていたと17日に説明していたことに「（甘利明は）公認問題、選挙区調整、県連との対応が主で、実際に交付金支出に関しては関与していない」と述べ発言撤回し、選挙前の各種調査や党内の基準に基づいて重点地区を決め、党内手続きを経て組織決定したものに対して資金を支出していると説明し「個別の誰が、とかそういうことではない」と河井夫妻への支出1億5000万円の決定は組織としての判断だったと説明した。それを踏まえて記者団から「（党本部から河井夫妻への1億5000万円の支出の）組織決定をした責任者は誰か」と問われた二階は、「総裁と幹事長だ。党全体のことをやっているのは総裁や幹事長なので、当然そういうことだ」と述べ、責任は当時の総裁だった安倍晋三前首相と二階自身にあると説明した。その後も記者団から質問が続き、「1億5000万円についても支出を決めた責任があるのか？」という記者の質問に二階は「党の組織上の責任は総裁と幹事長にある」と答えた。「1億5000万円の支出経緯に関与していないのか？」という記者の質問に二階は「何回もそう言っている」と答え、記者から二階に「二階幹事長は（支出経緯に）関与していないのか？」と再度確認した質問に林幹雄幹事長代理が割って入り「党務全般の責任、最終責任は幹事長が負っている」と述べ、支出の最終的な責任者は当時も幹事長を務めていた二階だったと説明した。
2021年5月25日午前、記者会見で記者から二階への「1億5000万円の提供を主導したのは幹事長なのか？安倍元総裁なのか？」という質問に林が割って入り「昨日話したことが全てです」と遮り、二階は1億5000万円についての質問に25日は回答しなかった。午後、記者会見で自民党広島県連合会中本隆志会長代理（広島県議会議長）が二階の24日の記者会見を受けて、「誰もが分かっていた当然のことを言っただけ。そこから先を、お話し頂きたい」二階俊博幹事長と当時総裁だった安倍晋三前首相らに対して「そろって出てこられて説明するのが一番いい。一刻も早く県民、国民の前で説明してもらいたい」「（捜査当局による資料の）押収部分は別として、分かるところだけでも説明してもらいたい」と訴えた。同25日、安倍は自身の関与について問われ、何も答えず無言で国会を立ち去った。
2021年5月31日、記者会見で自民党二階俊博幹事長に記者団が安倍晋三前総裁の説明責任を問うたが、林幹雄幹事長代理が割って入り「先週までに話した通りだ。ご理解ください」と遮った。再度質問した記者から幹事長としての見解を求められた二階幹事長は、林幹雄幹事長代理を1億5000円提供問題の「専門家」と呼んだ上で「専門家（林幹雄幹事長代理）が述べた通りだ」と質問に正面から答えず、安倍元総裁への言及を避けた。
2021年6月2日、立憲民主党、共産党、国民民主党の野党3党の国会対策委員長は国会内で会談し、安倍晋三元首相、二階幹事長に国会説明を求めることで一致した。自民党国会対策委員長森山裕、立憲民主党国会対策委員長安住淳は国会内で会談した。安住は河井案里陣営に対する自民党本部の1億5000円の資金投入を巡り、安倍晋三前総裁と二階俊博幹事長の国会での説明を求めたところ、森山はその場で拒否すると伝えた。会談後、安住は「自民党は誰の指示で金を流したか一切事実を明らかにしていない。国民には疑惑を隠していると映るだろう」と批判した。
2021年6月7日、自民党林幹雄幹事長代理が記者会見で、河井克行元法相と案里元参院議員による大規模買収事件を担当する弁護士が、検察に押収された書類の返還を請求したことを明らかにした。林幹事長代理は、河井夫妻の政党支部に党本部から提供された1億5000万円が買収目的で使われなかったことを証明するためだと説明した。

## 河井夫妻が逮捕後から議員辞職までに受け取った歳費などの公金
河井議員夫妻は2020年6月18日に逮捕されてから議員辞職するまで1度も国会に登院することなく、夫妻合計で4,500万円以上の歳費や期末手当などの公金が支払われた。
2021年4月8日、克行は第54回公判にて、逮捕された後に受け取った議員歳費にあたる金額を非営利団体に寄付する考えを表明した。
2021年4月22日、2019年の参院選広島選挙区の大規模買収事件で有罪が確定し当選無効となった河井案里元参院議員が得た歳費など計4942万円は不当利得だとして、案里に返還を請求するよう国に求める訴訟を近く東京地方裁判所に起こすことを広島県内の住民6人が記者会見を開き明らかにした。また、同日、立憲民主党政調会長の泉健太が記者会見で、国会議員が選挙買収で逮捕や起訴されても歳費などが支払われている現状について「国民は納得できない」と述べ、歳費支給停止や返還を可能にする歳費法改正を検討する意向を明らかにした。
2021年4月27日、有罪が確定して当選無効となった河井案里元被告が当選から辞職するまでに受け取った給与に当たる「歳費」、ボーナスに当たる「期末手当」、それに月100万円の「文書通信交通滞在費」の合わせて総額4942万6514円について、広島県の住民6人が、河井案里元被告に返還させるよう国に求める訴訟の訴状を東京地方裁判所に郵送したことを、原告の住民が広島県庁で記者会見し明らかにした。
2021年5月7日、公明党の石井啓一幹事長が記者会見で、2019年の参院選広島選挙区での河井夫妻による大規模買収事件で当選無効となった河井案里元参院議員（自民党を離党、公職選挙法違反の有罪判決確定前に議員辞職）のケースを踏まえ、「政治とカネ」を巡る事件で国会議員の有罪が確定した場合、給料に当たる議員歳費の返納を可能にするための国会議員歳費法などの改正を目指す考えを示した。公明党は今国会での法改正も視野に、自民党や野党に働きかける。
2021年5月12日、公明党幹事長の石井啓一、自民党幹事長の二階俊博、国会対策委員長は国会内で会談し、歳費法改正案の今国会への提出と成立を視野に検討することを確認した。同日、自民党広島県連会長の岸田文雄（自民党前政調会長）が自民党本部で二階俊博幹事長と会談し、「政治とカネ」をめぐる自民党本部の対応を批判する申入書を提出。自民党本部から河井案里前参院議員の陣営に提供された1億5千万円の具体的な使途に関する国民への説明を要請した。岸田文雄はこのほか、不祥事を起こした河井夫妻元議員が離党後に説明責任を果たしていないことから、その後も責任を果たすように促すことや、国会議員の有罪が確定し、当選無効となった場合に議員歳費を返還できるようにする歳費法改正も申し入れ、返還できるような仕組みに見直すべきだと要請した。
2021年5月17日、東京や大阪などの弁護士有志が、河井案里に支払われた歳費など約4900万円を国に返還させるよう会計検査院に審査要求書を提出した。
2021年5月20日、公明党は国会内で政治改革本部役員会（本部長・井上義久公明党副代表）を開き、有罪判決を受けて当選無効となった国会議員の歳費返還を可能にする仕組みの検討を本格化させた。7月の東京都議選で「政治とカネ」問題との決別をアピールするため、今国会中に法案を提出する構え。役員会終了後、佐藤茂樹事務局長は記者団に「逮捕・勾留中や当選無効後の歳費について、今国会で法改正を目指す」と改めて意欲を示した。
2021年5月25日、立憲民主党のワーキングチーム（事務局長 森本真治参議院議員）の会議で、買収事件で当選が無効になった河井案里を例に、当選無効になるなどした国会議員の歳費を返納できるようにする新しい法律案の内容を固めた。収賄や選挙買収の罪で起訴された国会議員は所属する院の政治倫理審査会に出席し説明を求められる。拒否した場合、議長の宣告により、起訴されてからの歳費と期末手当を国庫に返納しなければならない。宣告後の歳費と期末手当は支給されない。また、有罪が確定し、当選無効になった議員は、任期が始まってからの歳費・期末手当の全額返納が義務付けらる。公民権停止の場合は、起訴されてからの全額が返納義務となる。国庫への返納は、いずれも公職選挙法の寄付禁止規定の適用外とする、という内容である。立憲民主党は今の国会に提出し成立を目指す。
2021年6月3日、当選無効となった河井案里元議員が歳費やボーナスなどあわせて受け取った4942万円は不当利得だとして、広島県内の有権者が国に対して歳費の返還を請求するよう求めた訴訟で、東京地方裁判所（清水知恵子裁判長）は「住民らの具体的な権利について判断を求める訴えではないため、裁判所が審判できる対象の争いではない。納税者や国民の立場で国を相手に違法な公金の支出を是正するよう求める訴えは起こせない」として、裁判（口頭弁論）を開くことなく、訴えを却下する判決を言い渡した。原告らは「控訴を検討する」とコメントした。
2021年6月14日、河井案里元議員が受け取った歳費返還請求の却下に対して原告である広島県内の有権者（市民グループ）が東京高等裁判所に控訴したことが報じられた。
2022年3月23日付けで、最高裁判所第二小法廷 草野耕一裁判長は、河井案里元参議院議員が受け取った歳費をめぐり県の住民らが返還させるよう国に求めた住民側の上告を退ける決定をし、住民側の敗訴が確定して歳費の返還は認められなかった。広島県の住民6人は河井案里元議員が受け取った歳費約4900万円（案里元議員が当選から辞職するまでに受け取った給与に当たる「歳費」と、ボーナスに当たる「期末手当」、それに月100万円の「文書交通滞在費」の合計）を返還させるよう国に求める裁判を起こしていた。1審と2審は「公金支出の是正などを求める訴えの規定がなく裁判の対象にならない」として訴えを退けた。

## 事件の影響

### 地方政治家の辞職（東京第六検察審査会の議決より前）
東京第六検察審査会の議決後の辞職は「河井夫妻選挙違反事件#東京第六検察審査会の議決後の議員辞職」を参照。
- 2020年4月に広島県安芸太田町長の小坂眞治が[381][382]、6月には三原市長の天満祥典が[383]、7月には安芸高田市長・児玉浩が克行から不正な現金を受領したことを認めて辞職した[384]。他に広島県安芸郡府中町会議員の繁政秀子が6月に議員辞職した[385]。繁政は案里の後援会長だった[386]。更に7月15日、広島県北広島町で町会議長・宮本裕之が現金受領を認め、議員辞職を表明[387][388]。7月17日には安芸高田市議会の前議長・先川和幸、前副議長・水戸真悟、青原敏治の3人が議員辞職[389]。その後、このうち先川和幸は2020年11月の安芸高田市議会一般選挙に出馬、当選し安芸高田市議会議員に返り咲いた[390]。

- 2020年9月17日、安芸太田町議会本会議で全会一致で辞任が許可された矢立孝彦は議長辞任、また、矢立に議員辞職を求める辞職勧告決議案が議員提案されが、矢立と議長を除く10人で採決し、賛成4、反対6で否決され町議は続ける[391]。2021年3月28日に投開票された安芸太田町議会議員選挙で、矢立孝彦は再選した[392]。

### 地方議会の動き

#### 地方政治家の辞職勧告決議案
可決
2020年7月10日、呉市議会は、河井克行から現金30万円を受け取ったことを認めた市議・土井正純に対する辞職勧告決議案を全会一致で可決した。河井夫妻の大規模買収事件を巡り、地方議員の辞職勧告決議案が可決されたのは初めて。
2020年8月7日、江田島市議会は、河井案里の事務所スタッフから現金10万円を受け取ったことを認めた市議・胡子雅信に対する辞職勧告決議案を賛成多数で可決した。
2021年2月22日、尾道市議会は、河井克行から現金30万円を受け取ったことを認めた市議・杉原孝一郎に対する辞職勧告決議案を賛成多数で可決した。
否決
2021年6月23日、広島市議会の共産党の5人は、河井克行元法務大臣から現金を受け取った今田良治市議について、現金の使いみちの説明を翻すなど市民や有権者を裏切ったとして議員辞職を求める決議案を広島市議会事務局に提出した。提出された決議案は、開会中の定例市議会の最終日である25日に採決される見通し。2021年6月25日、広島市議会で、共産党が提出した今田良治市議に対する辞職勧告決議案の採決行われ、自民党の会派などの反対多数で否決された。

#### 安芸高田市政の混迷
- 2020年7月に安芸高田市長・児玉浩が河井克行から現金計60万円を受け取ったことの責任をとり自ら辞職したことから、2020年8月9日に安芸高田市市長選が行われ、安芸高田市出身で元銀行員の石丸伸二[399]が児玉前市長の現金受領を受けて「新しい政治を始めよう」をスローガンに立候補し「コンプライアンスの徹底」や産業創出などを訴えて[400]、前市長継承路線の竹本峰昭前副市長を破り、2,732票差の8,076票で初当選した[401]。しかし、市政刷新したい石丸市長と安芸高田市議会とで対立が生じている[402][403][404]。議会で石丸市長が議場で答弁に立った際、ある安芸高田市議がいびきをかいて寝ていたとTwitterでつぶやいたことから、このつぶやきを問題視した安芸高田市議会は、非公開の協議会に石丸市長を呼び出し議員全員の前で説明を求めた[402][405][406]。そこで石丸市長はメディアの前で女性議員を名指ししたことから、女性議員は石丸市長に対し2021年6月9日広島地方裁判所に500万円の賠償を求める訴えを起こしたという事態に発展している[402]。また、石丸市長発案の全国公募で約4千人から選んだ副市長の人事案が市議会で2021年の3月と6月の3度にわたって否決されたなど、石丸市長と安芸高田市議会の対立は続いている[407][408]。

- 2022年3月7日に開かれた安芸高田市議会の本会議で、過半数を占める会派の山本数博議員は「抜本的な財政健全化が求められている状況や、多くの市民感覚に鑑みると、副市長を2人にする必要性は全くみられない」などと提案理由を述べ、副市長の定数を現行の2人から1人へと削減する条例改正案を提出し、議会は、賛成11、反対4の7票差で可決した[409][410][411][412][413]。石丸伸二市長は記者団に「賛成でも反対でもいいが、なぜ反対なのかその理由をつじつまが合うように説明し意見聴取の場を設けるよう求めてきた[409]。ただ、議会が対話を一切拒み、行き着いたのが今日（7日）で、この対応は不適切だ」「議会の暴走が極まったなと。私が進めようとしていた種々の改革にとって、非常にやりにくくなった」[411]と述べ、議会の対応は不適切だと批判した[409]。

関連テレビ番組
- ドキュメント広島『#新人市長 と議会のオキテ ～“つぶやき”が生んだ混乱～』（2021年5月2日、広島ホームテレビ）ナレーション：榮真樹（HOMEアナウンサー）
- テレメンタリー2021『#つぶやき市長と 議会のオキテ～400日の“議論”の行方～』（2021年11月10日、テレビ朝日）ナレーション：福山潤
- ドキュメント広島SP『#つぶやき市長と議会のオキテ 〜そこに“議論”はあるか〜』[414]（2022年3月27日、広島ホームテレビ　※第28回PROGRESS賞受賞[415]）ナレーション：榮真樹（HOMEアナウンサー）
- ドキュメント広島 『1min.安芸高田 〜つぶやき市政と市民のホンネ〜』（2024年7月15日（14日深夜）、広島ホームテレビ）

関連映画
- 『＃つぶやき市長と議会のオキテ【劇場版】』（2024年5月25日公開予定 全国で順次公開、上映時間：109分、配給：きろくびと、監督：岡森吉宏（広島ホームテレビ ディレクター））[416]
石丸市長と安芸高田市議会を追った広島ホームテレビ制作・放送のドキュメンタリー番組に未公開映像と追加取材したシーンが加えられた劇場版[417]。

#### 広島県議会議員13人に対する広島県政治倫理条例に基づく広島県議会政治倫理審査会の設置
2021年3月4日、河井克行・案里夫妻から現金を受け取ったと検察から認定された広島県議13人について、広島県議会の民主県政会（14人）と公明党議員団（6人）の2会派が連名で、広島県政治倫理条例に基づく広島県議会政治倫理審査会の設置を広島県議会議長・中本隆志に請求した。検察当局が立件しなかった広島県議13人は全員が議員辞職しておらず、広島県議会として経緯の説明を求める考え。2007年の条例制定以来、初めて政治倫理審査会が設けられることになった。県議・犬童英徳（民主県政会）から審査請求書を手渡された中本議長は「時間をかけず、早期に開催したい」と意向を述べた。
2021年3月5日、現金を受領したと検察から認定された県議13人について、広島県政史上初の広島県議会政治倫理審査会の設置が決定。政治倫理審査会の委員の構成は最大会派の自民議連が6人、民主県政会が3人、広志会が2人、公明党が1人の計4会派12人。3月12日に初会合を開く予定で正副委員長を決める。
2021年3月10日、広島県議会政治倫理審査会が正式に設置された。
2021年3月12日、広島県政史上初の広島県議会政治倫理審査会が広島県議会棟で開かれ、委員長に中原好治（民主県政会会長）が、副委員長に栗原俊二（公明党議員団団長）がそれぞれ選任された。ともに審査を請求した会派から選ばれた。広島県政治倫理条例では政治倫理審査会は原則、非公開と定められている。
2021年3月26日、広島県議会政治倫理審査会の2回目の会合が開かれた。審査にあたっては被審査議員の出席を要請し、審査事項についての説明を聴取するとした。また、中原好治委員長から、県議13人からの説明を報道陣に公開して実施すること、現金を受け取った経緯や違法性の認識があったかなどを質問形式でたずねること、実施時期については5月中旬、という案が出された。委員長案は、4月の次回の政治倫理審査会までに各会派ごとで協議される。
2021年4月26日、広島県議会政治倫理審査会の3回目の会合（非公開）が11人の委員が出席して開かれ、河井夫妻から現金を受け取ったとされる県議13人が説明する場を5月18日に開き、広島県民へ説明責任という点で報道陣に公開（WEB配信や一般公開はしない）することを全会一致で決定。政治倫理審査会 中原好治委員長が、1人20分程度で、現金を受け取った場所や状況などについて質問する形式で行われる。質問内容は審査会で詰めた上で、議員に事前に通告する。質問内容は検討中で、委員長の案では受領に至った経緯や今後の対応などを想定している。中原委員長は県議13人に、説明責任の重さを十分自覚し、政治倫理審査会で広島県民に納得いただける説明をしっかりすることを求めている。
2021年5月11日、河井疑惑をただす会が5月18日に開かれる広島県議13人に対して聞き取りが行われる広島県議会政治倫理審査会を、インターネット配信など何らかの形で中継し一般公開するよう求める要望書を広島県議会中本議長と審査会中原委員長宛てに再度提出した。4月に同様の要望書を提出したが回答がなかったため再度の提出となった。
2021年5月18日、広島県議会政治倫理審査会の3回目の会合（報道陣にのみ公開）が広島県議会棟の委員会室で開かれ、検察が自民党系の広島県議13人を1人ずつ呼び出し入室させ、中原好治委員長（広島県議）が現金受け渡しの状況など事情を聴取した。県議会が現金受領の経緯などを当事者に聞くのは初めて。対象の県議には事前に質問内容が伝えられていたため用意した原稿を読み上げるだけで、質疑はほとんど行われなかった。1人につき１人20分の予定だったが1人5分程度であった。13人全員が現金の受け取りを認め、大半が謝罪や反省の言葉を述べた。公職選挙法違反にあたる恐れがあると認めたのは9人で、違法性の認識を明確に否定したのは2人だった。辞職を表明した県議はいなかった。中本隆志広島県議会議長は「本人が出てきて皆さんの前でお話をさせていただいた。自分の今の気持ちを伝えたこのことは一応成果があったのではないかと思う」とコメントした。
2021年6月14日、広島県議会政治倫理審査会の4回目の会合が開かれ、前回の審査記録の取り扱いについて協議し公開することを決定した。中原好治委員長「審査会の記録は原則、非公表だが、審査会を（マスコミに対しては）公開で行ったことを踏まえ、記録を公開する。」。近日中に広島県議会事務局で全文を閲覧できるようになる。
2021年8月2日、政治倫理審査会6回目の会合が非公開で開かれ、オンライン形式で出席した地方自治に詳しい明治大学の牛山久仁彦教授から、政治倫理条例の意義などの説明があり判決とは切り離した結論が必要、検察審査会の動きなど司法の判断が今後進んでいくなか、政治倫理審査会は住民感情と乖離しないように判断していく必要があると指摘を受けた。次回の会合は8月20日に開かれ、13の議員を処分するかどうかなど審査会としての結論に向けて協議する予定。
2021年8月20日、政治倫理審査会7回目の会合が非公開で開かれ、県議13人について「公正を疑われるような金品の授受」を禁じる県議会政治倫理条例に違反していると認定し、一律で「文書警告」の措置にすべきだとの結論をまとめた。辞職勧告がふさわしいという意見もあったが、東京地方検察庁が不起訴としたことから、最終的に全会一致で「文書警告」となった。次回会合は9月3日開催を予定し、報告書が了承されたら、広島県議会 中本隆志議長に提出する。報告書を受けて、中本議長が13人に対して文書警告を行う方針。
2021年9月3日、政治倫理審査会の最終会合が非公開で開かれ、河井夫妻議員から現金を受け取った県議13人全員について政治倫理条例に違反したとして「文書警告が適当」とする最終報告書を採択した。中原好治委員長は出処進退については本人が判断していくこととした。会合後、報告書は広島県議会中本隆志議長に提出された。中本議長は、報告書を県議13人に通知し、意見を聞いたうえで文書警告をする。広島県は報告書を意見書提出期限の2週間を経過したのち公開する。
2021年9月24日付けで広島県議会中本隆志議長は県議13人に対して警告書を発送した。広島県政治倫理条例に基づく広島県議会政治倫理審査会が実施した調査や議論の経緯をまとめた報告書の公開も始まった。

#### 広島市議会で開かれた広島市議会議員13人による説明会
2021年1月、広島市議会議員の今田良治（自民党）が2020年11月の公判で、河井克行被告から現金50万円を受け取ったことを認め、その上で、自身の選挙区内の二つの市民団体に全額寄付したと証言したことに対して、「まちづくり団体への寄付が公職選挙法が禁じる選挙区内での寄付行為にあたる」とする広島市内の男性が警察に告発し同年2月に受理された。
2021年3月29日、広島市には不公正な金品の受領を追及する政治倫理条例がない が、広島市議会棟の1室で広島市議会議員13人による説明会が開かれ、河井克行元法相から現金を受け取った経緯などについて公開で説明する場が設けられた。進行役は広島市議会議長山田春男が務めた。説明会には現金受領を認めた広島市議会議員12人が出席し、体調不良で欠席した議員1人からは書面が提出され代読が行われた。約40人が傍聴。13人全員が現金受領の事実を口頭や文書で改めて認め、渡された時期や金額、その際のやり取りについて説明した。うち2人の石橋竜史市議と木山徳和市議は「陣中見舞い」や「当選祝い」だったとして違法性の認識を明確に否定した。辞職を表明した議員はいなかった。終了後、進行役を務めた広島市議会山田春男議長は記者団に「一つの区切りと考える。本人たちが出席したのは大きな意義があった」と述べた。公明党の碓氷芳雄幹事長は取材に、再発防止のために政治倫理条例の制定を求めていく考えを示した。
2021年6月8日、広島市議会議員の今田良治（自民党）は2021年5月末までの数回の広島県警察の任意聴取に対し、現金を寄付したとする公判での証言を翻し、「寄付はしておらず、自分で使った」と話していることが報じられた。今田市議は、裁判や広島市議会議員説明会での証言と警察の聴収とでは全く違う内容を話した。広島市議会の山田春男議長は8日、「連絡を受けていないので、詳細は分からない」としたうえで「3月29日にはきちんと説明をしていただいたので、その事実が違うのなら、何らかの対応を考えなければならないかなと思う。」とコメントした。警察は近く、公職選挙法違反の疑いで書類送検する方針。また、今田市議は裁判での証言を翻したことは偽証罪にあたる可能性がある。
2021年6月10日、広島県警察は今田市議を公職選挙法違反の疑いで書類送検した。今田市議が裁判での証言を広島県警察の聴収で翻したことについても、広島市の男性が偽証罪の疑いで県警に告発状を提出したことも報じられた。
2021年6月15日、広島市議会定例会が開会し、今田良治市議が出席、書類送検後、初めて公の場に姿を現した。報道陣の取材を受けた今田は、「偽証したつもりはない」との認識を話した。記者から市議会での説明会でも裁判と同じく「寄付した」と説明したことになぜそのような説明を？と問われたところ「それは、わたしにもわかりません」と答えた。現時点での議員辞職は否定し、「司法判断をみて考えたい」と話した。
2021年6月16日、広島県警察は広島市議会議員今田良治が偽証した疑いがあるとする広島市民の告発状を受理した。今後、捜査を進める予定である。
2021年6月23日、広島県警察は広島市議会議員今田良治を河井裁判で嘘の証言をしたとして偽証の疑いで書類送検した。今田市議が書類送検されたのは2021年6月10日の公職選挙法違反の疑いに続いて2件目となった。
2021年6月25日、広島市議会で、公明党が提出した今田良治市議に対して事実関係を説明するよう求める決議案の採決行われ、自民党の会派などの反対多数で否決された。今田市議は、市議会に対し自ら説明する意思については、議長の判断に委ねるとした。
2021年7月6日、広島地方検察庁は、今田良治市議の公職選挙法が禁じる選挙区内での寄付をした疑いと裁判で偽証した疑いを不起訴とした。理由については「告発事実を認定するに足りる十分な証拠がない」としている。また、告発事実に対する今田市議の認否について証拠に関わると差し控えた。

#### 尾道市議会議員1人に対する尾道市議会議員政治倫理条例に基づく尾道市議会政治倫理審査会の設置
- 2020年3月11日、尾道市議会本会議において、議員より「尾道市議会議員政治倫理条例」を提案し、賛成多数で可決[479]。本条例は同年3月12日に公布され、公布の日から施行[479]。条例制定の目的は、議員が政治倫理の確立に努めるとともに、市民の厳粛な信託に応え、民主的な市政の発展に貢献するため、議員政治倫理条例を制定された[479]。
- 2020年6月、河井克行から現金授受を報じられた尾道市議会議員杉原孝一郎は、朝日新聞の取材に「克行被告と面識はない。報道は事実無根だ」と否定[480]。尾道市議会にも同様の説明をした[480]。
- 2020年8月25日、河井夫妻被告初公判（東京地方裁判所）で、検察が冒頭陳述で河井前大臣夫妻から現金の提供を受けたと認定した100人の実名を読み上げたなかに、尾道市議会議員 杉原孝一郎 30万円があった[481]。
- 2020年8月26日、記者から嘘をついていたことを指摘され議員辞職の意向を質問された杉原孝一郎市議は「全くありません」と答えた[482]。
- 2020年9月11日、尾道市議会の求めに杉原孝一郎市議は応じて質疑を受け付けない非公開の説明会を開いた[480][483]。杉原孝一郎議員は、参議院選挙公示翌日の2019年7月5日に河井克行が自宅を訪れ、河井克行から推薦はがきの入った紙袋を渡された。河井克行が帰った後、現金入りの封筒も置いてあるのに気づき、土日を挟んで3日後に返却した、と説明[483][484]。「現金は3日後に返却した」「すぐに返却したので現金を受け取ったという認識はない」「法的にも道義的にも恥じる行為は一切ない」と説明した[480][483][485]。
- 2020年9月18日、河井克行から現金を渡されたことを認めた杉原孝一郎市議に尾道市議会福原謙二議長が厳重注意処分を口頭で伝えた[486]。杉原市議は「みなさんに迷惑をかけ、申し訳ない」と謝罪した[486]。
- 2021年2月3日、河井克行被告第36回公判（東京地方裁判所）で杉原孝一郎市議の供述調書を読み上げられた[487]。受け取った現金30万円について「検事の取り調べを受けた後に同額を現金書留で送ったが戻ってきた」「もろもろの生活費に使った」「9月に東京でラグビーワールドカップの試合観戦をしたときに一部を使った」[480]。
- 2021年2月15日、尾道市議会は、同月3日の河井克行被告第36回公判で検察側が読み上げた杉原孝一郎市議の供述調書の内容が、尾道市議会へのこれまでの説明と食い違っていたため会派代表者会議で対応を協議し、他の尾道市議が杉原孝一郎市議に事実を質問し確認する公開の説明会の開催を決めたが、杉原孝一郎市議は出席を拒否した[480][485]。
- 2021年2月22日、尾道市議会は、河井克行から現金30万円を受け取ったことを認めた市議・杉原孝一郎に対する辞職勧告決議案を賛成多数で可決した[395]。
- 2021年3月22日、杉原孝一郎市議に対する尾道市議会政治倫理審査会が条例に基づき設置され第1回会合が開かれ[488]、委員長、副委員長を互選した[489]。杉原市議に出席を要請し、経緯の説明を求めることを決定[488]。
- 2021年4月下旬、尾道市議会政治倫理審査会は、杉原孝一郎市議に5月中旬に公開の場での説明することを要請[490]。
- 2021年5月26日、杉原孝一郎市議に対しての尾道市議会政治倫理審査会（吉田尚徳委員長）の第4回会合が非公開で開かれたが、杉原市議は出席を拒否した[491][492]。尾道市議会は杉原市議に対して辞職勧告決議案を可決しており、今後、政治倫理審査会は質問項目などを整理し、再度杉原市議に説明を求める方針[491]。
- 2021年8月30日、尾道市議会政治倫理審査会は、杉原孝一郎市議に対し審査会に出席して、2019年参院選を巡る大規模買収事件で現金を受け取った経緯を説明するよう求めることを決定。開催は9月下旬以降となる見込み[493]。
- 2021年9月、尾道市議会政治倫理審査会が開かれたが、杉原孝一郎市議は再び出席せず説明を拒否した[494]
- 2021年11月5日、尾道市議会政治倫理審査会が開かれたが、杉原孝一郎市議は出席を拒否した[495]。出席拒否は3回目となった[495]。10月22日付の文書で出席を要請したところ、杉原孝一郎市議は11月4日に尾道市議会事務局に欠席を伝えた[495]。理由の説明はなかった[495]。政治倫理審査会は改めて出席を要請する方針を決定した[495]。
- 2022年2月10日、尾道市議会から辞職勧告を決議され、東京第六検察審査会から「起訴相当」と議決された杉原孝一郎議員は、「検察の判断が出てから今後を考える」とコメントした[496][497]。また、尾道市議会が設置した政治倫理審査会について「自分の問題には合致しないので出席できない」という考えをコメントした[497]。
- 2022年3月9日、杉原孝一郎議員は、高本訓司議長に辞職願を提出し、当日の本会議で可決され辞職した[498]。高本訓司議長は、杉原から略式起訴になったことを報告され辞職したいとのことだったと明らかにした[498]。杉原は10回開かれた尾道市議会政治倫理審査会への出席を拒否し、説明責任を果たさないまま辞職となった[498]。
- 2022年4月21日、尾道市議会政治倫理審査会の山根信行委員長は、略式起訴されて罰金刑が確定した杉原孝一郎元市議に関する審議結果を報告書にまとめて尾道市議会高本訓司議長に提出し、杉原孝一郎に対する尾道市議会政治倫理審査会を解散した[499]。

### 鶏卵汚職事件
2020年7月4日、検察当局は河井事件の関係先として、鶏卵生産会社「アキタフーズ」の東京本社と広島県福山市の本社などを家宅捜索し、アキタグループ元代表による「政界工作」の証拠を押収した。この家宅捜索の余波として、アキタフーズは2020年8月5日付で、アキタフーズグループ代表が辞任し、グループ代表の長男はアキタフーズ社長職が解かれ生産管理部門担当の取締役に就き、アキタフーズ会長が後任の社長に就いた。更に、2020年12月2日、アキタフーズグループ元代表が、鶏のバタリーケージを否定するアニマルウェルフェアのOIE国際基準案の撤回など、鶏卵業界への便宜を図ってもらう目的で、元農林水産大臣の吉川貴盛衆院議員（当時）に対し、大臣在任中に現金を提供した疑いで東京地方検察庁特別捜査部が動いていることが報じられた。
鶏卵業界団体の役員を務めていたアキタフーズグループ元代表は河井克行の紹介で吉川農林水産大臣と知り合ったが、吉川と克行は衆院初当選が1996年の同期で交流が長く、克行は2013年に農林水産副大臣に就任した吉川をアキタフーズグループ元代表に紹介しており、吉川の提案で、2018年12月20日には、アニマルウェルフェアを推進する国際基準の撤回を求める日本養鶏協会（当時、アキタフーズグループ元代表が特別顧問）幹部、克行ら国会議員、及び農水省幹部、で三者会合が開かれた。その後2019年1月11日に、バタリーケージを否定する国際基準案に反対する意見が、日本からOIEに提出されることとなった。
2020年12月22日、吉川は自身の健康状態を理由に衆議院議員を辞職した。25日午前、東京地方検察庁特別捜査部は、衆院議員会館（東京・永田町）や札幌市の吉川の事務所などに収賄容疑で家宅捜索に入った。既に吉川の任意聴取も行っており立件を視野に押収資料の分析などを進める方針。
2020年12月8日には、西川公也（元農林水産大臣）が「一身上の都合」で内閣官房参与を辞任。同日、アキタフーズグループ元代表が西川公也にも現金数百万円を提供した疑いがあり、東京地方検察庁特別捜査部も把握し、現金の趣旨や参与の権限などを慎重に疑惑を捜査しているもようと報道された。西川は2020年11月、取材に「政治資金規正法にのっとり、適正に処理している」と話し、不正な受領はないと説明したが、政党支部や資金管理団体の政治資金収支報告書に記載はなかった。西川はアキタフーズグループ元代表からアキタ社所有のクルーザーで2020年7月3日に元農林水産官僚らとともに接待されていたことが判明、また、西川は2018年1月からアキタ社の顧問を務め、別の政治家にアキタフーズグループ元代表を紹介するなどしていた。西川は河井克行と当選同期で一緒に会食する間柄だった。
2020年12月27日、鶏卵生産大手「アキタフーズ」（広島県福山市）グループの元代表から現金を受領したとされる元法相で衆院議員河井克行の政治資金パーティーを巡り、パーティー券の購入者が偽装されていた可能性があることが報道された。政治資金規正法では、1回で20万円を超すパーティー券を購入した人の氏名などを政治資金収支報告書に記載する必要があるが、アキタ社関係者は取材に克行側のパーティー券について「20万円を超えると名前が出るので、グループ会社７社を使っていた」などと証言した。多額のパーティー券を購入したアキタ社を収支報告書に登場させなかったり、金額を減らしたりするためだった疑いがあり、東京地方検察庁特別捜査部は本人名義以外での購入を禁じた規正法に抵触する可能性があるとみて、広島地方検察庁特別刑事部と共に克行側の認識などを調べているもよう。
2021年1月15日、東京地方検察庁特別捜査部は、吉川貴盛元農林水産大臣を大臣在任の前後にも現金を提供され2020年までの6年間に現金総額1,800万円を渡されたうち、大臣在任中の500万円が大臣の職務に関する賄賂にあたると認定し収賄罪で在宅起訴し、アキタフーズグループ元代表も贈賄罪で在宅起訴した。また、アキタフーズグループ元代表は、実際には会社が購入した吉川元農林水産大臣の政治団体のパーティー券300万円分と河井克行元法務大臣の政治団体のパーティー券234万円分を複数の社員などの名義で購入したように装っていたとして、他人名義での購入などを禁じた政治資金規正法違反の罪でも在宅起訴された。1月17日、アキタフーズグループ元代表が平成31年3月に吉川に手渡し賄賂と認定された現金200万円について、吉川側が「資金が必要」と催促していたこと、吉川側の現金の要望を伝えたのは元法相で衆院議員の河井克行だったことが報じられた。
西川公也元農林水産大臣は、大臣を辞任したのは5年以上前で収賄罪の時効をすぎていること、内閣官房参与で非常勤の国家公務員だったがアキタ社で顧問も務めており「給与」との切り分けが難しいこと、内閣官房参与は非常勤で職務権限が明確ではないことなどから、収賄罪などに問うのは難しいと判断された。また、一時はアキタ社の顧問として贈賄側での立件も検討されたが立件されていない。
2021年1月29日、農林水産省は、「養鶏・鶏卵行政に関する検証委員会」を設置した。委員会の構成メンバーは、井上宏（弁護士）、酒井健夫（日本大学名誉教授）、榊田みどり（農業ジャーナリスト）、谷口将紀（東京大学大学院法学政治学研究科教授）。座長は、委員の互選により選出される。
2021年2月25日、農林水産省は、吉川貴盛元農林水産大臣への贈賄罪で在宅起訴された鶏卵生産会社「アキタフーズ」（広島県福山市）前代表の接待を受けたとして、枝元真徹事務次官ら6人の幹部職員を処分し、国家公務員倫理審査会の承認を得て処分を発表した。国家公務員倫理法は国家公務員に対し、利害関係者の負担による会食を禁止している。野上浩太郎農林水産大臣は閣僚給与1か月分を自主返納する。
2021年6月3日、農林水産省の第三者委員会である「養鶏・鶏卵行政に関する検証委員会」（座長：井上宏弁護士）は、収賄罪で元農林水産大臣の吉川貴盛被告が在宅起訴された汚職事件をめぐる報告書を野上浩太郎農林水産大臣に提出した。第三者委員会は、一連の事件による元代表からの要望を受けた政策変更は確認されず、養鶏・鶏卵政策決定過程での判断がゆがめられた事実は認められなかったと報告した。吉川被告らによる幹部職員に対する働き掛けがあったほか、吉川被告が同席した上で幹部職員への接待会食があったが、政策決定に影響を与えたとは認められなかったと結論付けた。同日、野上農林水産大臣、農林水産省内で記者会見し、「二度と疑念を持たれることがないように国民の厳しい視線を意識し、公正な農林水産行政を心掛けたい」とコメントした。
2021年6月28日、東京地方裁判所で開かれた初公判で、アキタフーズグループ元代表は、吉川貴盛元農林水産大臣に大臣在任中の2018年11月から19年8月にかけて養鶏業界に便宜を図ってもらう趣旨で3回にわたり現金計500万円を渡したとされる起訴内容を認めた。弁護側も争わない姿勢を示した。
2021年8月3日、吉川貴盛被告は東京地方裁判所（向井香津子裁判長）で開かれた初公判で「いずれも政治献金と受け止めていた」と起訴内容を否認し、無罪を主張した。
2021年10月6日、東京地方裁判所（向井香津子裁判長）は「アキタフーズ」（広島県福山市）グループ元代表 秋田善祺被告に対し、「農林水産行政や国政に対する国民の信頼を大きく害した」として、懲役1年8月、執行猶予4年（求刑・懲役1年8月）の判決を言い渡した。
2021年11月16日、東京地方裁判所で吉川貴盛被告の公判が行われ、証人として出廷した「アキタフーズ」（広島県福山市）の秋田善祺前代表（贈賄罪などで有罪確定）が、吉川元農林水産大臣に大臣在任前後と合わせて14回にわたり計1800万円を渡したと認めたうえで、現金を渡した理由は「政治活動を支援するためだった」「タニマチ（有力支援者）的な気持ちからだった。お願いをするために金を渡したことはない」と説明し「贈収賄と言われればしようがない」と述べた。
2022年3月23日、東京地方裁判所で吉川貴盛被告の公判が行われ結審した。検察側は「現金は養鶏業者に便宜を図ってもらおうと渡された。受け渡しには隠語が使われ、収支報告書に記載もしていない。賄賂の認識がありながら受け取ったことは明らかだ」「現金はトイレの入り口で背広のポケットにねじ込まれるなど通常の寄付と考えると異常」「農相でありながら、順法精神の欠如が著しい」「農林水産行政の最高責任者である現職大臣が現金を受け取った事案で、収賄の悪質性が高い」として、懲役2年6カ月、追徴金500万円を求刑。弁護側は現金受領を認めた上で「応援の趣旨で受け取っていた。賄賂と認識していない」と無罪を主張した。吉川は、「（秋田から）現金を受け取ってしまったこと、政治資金規正法にのっとった処理を行わなかったことは最大の不徳の致すところ」と述べ、謝罪した。
2022年5月26日午前、東京地方裁判所（向井香津子裁判長）は、東京都内のホテルや大臣室で3回にわたり大手鶏卵会社「アキタフーズ」（広島）の秋田善祺前代表（贈賄罪などで有罪確定）から計500万円を受領した吉川貴盛元農林水産大臣に、「家畜の飼育環境に関する国際的な基準案に国として反対するなど、養鶏業者に有利な取り計らいをしてほしいとの趣旨を含む現金だろうと認識していた」と指摘し、受け取った500万円すべてを賄賂だと認定した。さらに、現金を受け取ったあと、元大臣がそれについて検討する会議の開催を職員に指示し、便宜を図ったことも認定した。「養鶏業界に強い影響力を持つ元代表から多額の現金を繰り返し受け取ったことは、大臣の職務や農林水産行政の公正さを害する危険性が高く、非常に悪質だ。業界側から繰り返し陳情を受ける中で安易に収賄行為に及び、受け取った現金をすべて使った。高い倫理性などが求められる大臣としての自覚が欠けていたというほかない」として、懲役2年6か月、執行猶予4年、追徴金500万円の有罪を言い渡した。判決について吉川貴盛元農林水産大臣は、弁護士を通じて「私の主張が受け入れられなかったことは誠に残念です。判決内容を精査し、弁護士とも協議のうえで適切に対応したいと考えています」とコメントを出した。岸田文雄総理大臣は、衆議院予算委員会で「個別の裁判所の判断について、私の立場から政府としてコメントすることは控えなければならないが、本件で国民の政治不信を招いたことは重く受け止める必要がある。政治家は、その責任を自覚し、国民に疑念を持たれないよう襟を正し、緊張感をもって仕事に取り組むことが重要だ」と述べた。
2022年6月8日夜、吉川貴盛元農林水産大臣は弁護士を通じてコメントを出し、「事実と異なる内容を認定した判決には大いに不満が残る」「体調も芳しくなく、これ以上、関係者の皆様にご心配やご迷惑をおかけすることはできない。こうした事情に 鑑み、控訴を断念する」と表明した。検察側も控訴しなかったため、10日に判決が確定した。

### 広島市の市民団体「河井疑惑をただす会」による告発状の受理
「河井疑惑をただす会」は広島県内の有権者により結成された。
買収側に対する告発状
- 2019年12月2日、「河井疑惑をただす会」は、2019年7月の参議院選挙で初当選した河井案里の陣営が運動員へ違法な報酬を支払ったとして「河井疑惑をただす会」を中心とした有権者76人が、河井夫妻を公職選挙法などの疑いで広島地方検察庁特別刑事部に刑事告発状を提出[551][552]。告発状によると、河井克行と案里は出納責任者と共謀の上、「ウグイス嬢」にそれぞれ日当の上限の2倍にあたる3万円を支払ったとしており、また、克行が10月5日に北広島町の高速道路で運転手にスピード超過を指示し制限速度を60キロ上回る速度違反をした容疑[552][553]、案里が2019年春の広島県議会議員選挙で当選祝いや激励などの名目で複数の自民党県議に当選祝いなどの名目でそれぞれ現金50万円を渡した疑いでも告発している[552][553]。

被買収側に対する告発状
2020年9月、広島市の市民団体「河井疑惑をただす会」は、現金を受け取った広島県議や広島市議ら100人の刑事処分を求める告発状を広島地方検察庁特別刑事部に提出。
2021年2月、広島市の市民団体「河井疑惑をただす会」は、溝手顕正ら5人への告発状を広島地方検察庁特別刑事部に提出。
2021年3月5日、「河井疑惑をただす会」は告発状が受理されていた事を明らかにした。「河井疑惑をただす会」によると、2019年の参院選を巡って河井夫妻から現金を受け取った議員など100人について東京地方検察庁が、落選した溝手顕正が奥原信也県議に50万円を渡したなどとして溝手顕正など5人について広島地方検察庁が、それぞれ3月5日までに告発状を受理していたと明らかにした。検察は起訴か不起訴処分かを判断することになる。
2021年6月3日、「河井疑惑をただす会」は広島地方検察庁を訪れ、被買収者の県議や市議、後援会関係者など被買収者100人に対して、早急な起訴を求めて東京地方検察庁宛ての3度目の申入書を提出した。
2021年6月22日、東京地方検察庁が被買収者側に再聴収を行っていることが報じられた。判決は被買収者100人全員の現金授受について買収罪の成立を認めており、被買収罪の法定刑は3年以下の懲役か禁錮または50万円以下の罰金であり、現職の政治家が起訴されて罰金刑以上が確定すると公民権停止となって失職することとなる。
2021年7月6日、東京地方検察庁特捜部は、公職選挙法違反（被買収）の疑いで告発された広島県の地方議員ら100人について、100人全員を不起訴とした。東京地方検察庁の山元裕史次席検事は記者会見し、被買収側100人（広島県内の当時の首長や県議、市町議ら44人、後援会関係者50人と選挙スタッフ6人）の被買収罪の成立を認定した上で99人を起訴猶予、告発後に病気で亡くなった元東広島市議1人は容疑者死亡で不起訴にしたと明らかにした。河井疑惑をただす会の事務局長は、「わたしたちは『河井疑惑を正す会』ですけど、これが『検察を正す会』にならんように検察には努力してほしい」とコメントし、不起訴を不服として検察審査会に申し立てる方針。
また広島地方検察庁特別刑事部は、溝手顕正が当選を目的とした選挙活動をしてもらうため秘書と共謀し奥原信也県議と小島敏文衆院議員と岡崎哲夫県議に現金を渡したなどとして公職選挙法違反の疑いで同地検に告発されていた件についても5人全員を不起訴処分とした。
2021年7月9日、河井疑惑をただす会のメンバー6人は広島県庁で会見を開き、被買収側100人を不起訴処分とした東京地方検察庁の処分を不服として、早ければ来週にも検察審査会に審査を申し立てることを明らかにした。また、現職だった溝手顕正など5人が買収目的で現金の受け渡しを行ったとして公職選挙法違反の疑いで告発に広島地方検察庁が不起訴にしたことについて、同じく検察審査会に申し立てることも明らかにした。
2021年7月10日、広島弁護士会館（広島市中区）で河井疑惑をただす会が学習会「どこまで解明されたのか 政治とカネ 何が問題か」をオンラインで開催し、河井疑惑をただす会メンバーなど約100人が参加、神戸学院大学 上脇博之教授（憲法学）がオンライン出演して講演し解説、「検察は起訴猶予として不起訴処分にしたが、起訴猶予は犯罪が成立する証拠は十分にあるという意味だ」と指摘した。

### 検察審査会に審査を申し立て

#### 広島県内の地方議員など40人に対する申し立て
2021年7月15日、広島県内の地方議員など40人について刑事告発していた「地方議会をただす会」藤岡圭二会長が広島県庁で会見を開き、東京の検察審査会に対して不起訴処分となった地方議員ら40人を対象に不服として申立書を7月11日付で郵送、7月14日付で東京第6検察審査会に受理されたことを明らかにした。会長は現役時代に公選法違反事件の捜査に当たった元広島県警刑事である。

#### 地方議員ら100人全員に対する申し立て
2021年7月30日、市民団体「河井疑惑をただす会」のメンバーを含む広島県内の有権者ら268人が、現金を受領した地方議員ら100人全員を不起訴とした東京地方検察庁の処分を不服として、東京検察審査会に申立書を送付した。
2021年8月17日、市民団体「河井疑惑をただす会」は東京第6検察審査会に8月2日付で受理されたと明らかにした 。「河井疑惑をただす会」事務局長は「審査は非公開で、決定の通知が来るのを待つしかない。処分を求める署名運動を続け、より多くの市民の声を集めていきたい」と声明した。8月20日に「河井疑惑をただす会」は広島県議会前で疑惑解明の訴えをし、事務局長は「東京地検が100人を全員、不起訴にしたのは考えられない。時効が来年（2022年）3月から始まるということなので、審議を急いでほしい。」と訴えた。
12月22日、河井克行から現金を受け取った100の不起訴処分が妥当かどうかを審査している東京第6検察審査会（審査員は選挙権を持つ国民の中からくじで11人を選出）は事件記録の読み込みを終えたことから、東京地方検察庁の担当検事に捜査の経緯や不起訴と判断した根拠について説明を求めたとみられ、近く議決を出す可能性がある、と報じられた。被買収罪の時効が3年で、2022年3月23日以降に順次、時効が成立する。東京第6検察審査会が起訴相当か不起訴不当と議決すれば検察が再捜査し、あらためて起訴か不起訴かを決めることになる。

#### 安倍晋三元首相に対する申し立て
2021年12月28日、東京地方検察庁は、広島買収事件に関する安倍晋三元首相の公職選挙法違反について嫌疑なしで不起訴処分とした。
2022年2月7日、東京第三検察審査会は、安倍晋三元首相を刑事告発していた川上道大（日本タイムズ代表）の東京地方検察庁の処分に対する不服申し立てを受理。
2022年3月16日、東京第三検察審査会は、安倍晋三元首相について「本件不起訴処分は相当」と議決した。

#### 東京第六検察審査会の議決
2022年1月28日、東京第六検察審査会は、被買収側100人のうち、35人について「起訴相当」、46人について「不起訴不当」、19人について「不起訴相当」と議決したことを公表した。これを受けて東京地方検察庁特別捜査部は再び捜査を行い、起訴するかどうか改めて判断することになる。仮に不起訴にしても、その後、検察審査会が「起訴すべきだ」という2回目の議決を出した場合は、強制的に起訴される。地元議員ら40人について審査を申し立てた「地方議会をただす会」藤岡圭二会長は「市民の目で見て正しい判断がされたと思う。選挙違反を許すべきではない。当然の結果だ」とコメントした。
2022年2月9日、市民団体「河井疑惑をただす会」メンバーは、東京第六検察審査会が「起訴相当」とした35人を即刻起訴し、「不起訴不当」とした46人についても再捜査して起訴するよう、東京地方検察庁と広島地方検察庁それぞれに宛てた意見書を発送した。合わせて739筆の起訴を求める署名も提出した。

##### 東京第六検察審査会の議決後の議員辞職
2022年2月1日、検察審査会が「起訴相当」と議決した呉市議会議員 土井正純（音戸町議4期、呉市議5期目、無所属）は、朝一番で呉市議会議長 北川一清に「一身上の都合」を理由として辞職願を提出し受理され、北川一清議長は辞職を許可、東京第六検察審査会の議決の後に広島県内の議員で辞職したのは初となった。北川一清議長は「先日の検察審査会の議決を受け、自らが判断されたものと受け止めております。今後とも、市議会一丸となって市民の信頼回復に努めてまいります」とコメントした。土井正純の辞職を受けての補欠選挙は行われない。
2022年2月4日午後、東京第六検察審査会で「起訴相当」と議決された広島市議会議員 沖宗正明（6期目、無所属、推薦：公明党広島県本部）が、広島市議会議長に辞職願を提出し認められ辞職した。議決を受けた議員の辞職は2人目で、広島市議としては初となった。沖宗は記者会見を開き、「『起訴相当』という議決が出た時点で辞職を考えました」「私の行動によって多くの方に迷惑とご心配をかけたし、有権者の政治不信を助長したことは間違いない。それについては深くお詫びしたいと思う」「今日限り政界から引退をいたします」と説明した。これに伴って広島市議会議員の安芸区選挙区は公職選挙法の規定に基づき、4日から50日以内に補欠選挙が行われる。2022年2月9日、広島市選挙管理委員会は臨時会を広島市役所で開き、安芸区選挙区の補欠選挙を3月11日に告示、20日投開票という日程で実施することを決定した。河井夫妻買収事件に絡んだ地方議会の補選は初めてとなる。広島市選挙管理委員会 二國則昭委員長は「買収は選挙の中で最もやってはいけない犯罪」「（委員会としては）こういう形で補欠選挙が開かれるのは大変残念」とコメントした。
2022年2月7日午後、東京第六検察審査会で「起訴相当」と議決された広島県議会議員 高山博州（6期目、自民党）が中本隆志議長に辞職願を提出し受理され辞職が認められた。高山議員は記者団に対し政界引退を表明し、「政治不信を起こしたことは間違いなく大変迷惑をかけ、深く反省をしている。老兵は去るのみだ」とコメントした。東京第六検察審査会の議決のあと辞職した広島県内の議員はこれで3人目となり、「起訴相当」と議決された現職の広島県議会議員10人では初となった。公職選挙法の規定で、高山博州の県議会尾道市選挙区では、補欠選挙は行われない。
2022年2月10日午後、東京第六検察審査会で「起訴相当」と議決された広島県議会の平本英司議員（1期目、自民党）、岡崎哲夫議員（8期目、自民党）、下原康充議員（6期目、自民党）の3人は、中本隆志議長に相次いで辞職願を提出し受理され、辞職が認められた。東京第六検察審査会の議決のあと、辞職した県内の議員は6人となった。2月15日に定例会が始まる広島県議会は4つの空席という異例事態となる。岡崎哲夫県議の辞職に伴い「府中市神石郡選挙区」は、4月1日までに補欠選挙が実施されることになる。また、岡崎哲夫県議は政界引退を表明した。
2022年2月15日午後、広島県選挙管理委員会は広島県庁で会合を開き、「府中市神石郡選挙区」補欠選挙を3月18日告示、27日投票の日程で行うことを決定した。
2022年2月18日、東京第六検察審査会で「起訴相当」と議決された広島市議会議員 木戸経康（2期目、自民党）が17日に佐々木議長に提出していた辞職願が本会議で全員一致で認められた。東京第六検察審査会議決後の議員辞職は7人目、広島市議会議員では2人目となった。
2022年3月2日、東京第六検察審査会で「起訴相当」と議決された愛知県稲沢市の野々部尚昭市議（7期目、無所属）は稲沢市議会に辞職願を提出し、同日受理された。野々部は2019年の第25回参議院議員通常選挙で、河井案里陣営の選対事務局長を務めていた。
2022年3月9日、東京第六検察審査会で「起訴相当」と議決された尾道市議会杉原孝一郎議員（向島町長1期、尾道市議5期目）は高本訓司議長に辞職願を提出し、当日の本会議で可決され辞職した。尾道市議会 高本訓司議長は「（杉原市議から）略式起訴になったので辞職したいと。有権者のみなさまやわれわれ同僚議員に迷惑かけると（言っていた）。」と明らかにした。
2022年3月10日、辞職願を9日に佐々木寿吉議長に提出していた広島市議会の豊島岩白議員（4期目、自民党）、海徳裕志議員（2期目、自民党）、今田良治議員（6期目、自民党）の3人が欠席するなか本会議で全会一致で認められ辞職した。東京第六検察審査会で「起訴相当」と議決された広島県内の政治家の議員辞職は11人となった。
2022年3月14日、東京第六検察審査会で「起訴相当」と議決された広島市議会八軒幹夫議員が欠席するなか広島市議会本会議が開かれ、採決が行われた結果、異議はなく辞職が認められた。広島市議会議員はこれで6人となった。
2022年3月15日、東京第六検察審査会で「起訴相当」と議決された広島県議会の元議長（1989年から1991年）の奥原信也議員（12期目・自民党）、砂原克規県議（7期目・自民党）、宮本新八県議（6期目・自民党）、平本徹県議（2期目・自民党）の4人が辞職が広島県議会の本会議で採決され、異議はなく4人の辞職が認められた。奥原信也県議は、「もう選挙に出ることはない」と政界引退を表明した。

##### 東京第六検察審査会の議決後の動き
2022年2月15日、広島県議会の2月定例会が開会し、中本隆志議長は開会あいさつで、県議10人を含む35人が起訴相当とされた検審の議決に触れ、「県議会として重く受け止める。改めて議員一人一人が襟を正し、より一層高い倫理観を持ち、県議会全体で県民の信頼回復に取り組みたい」と述べた。辞職しなかった奥原信也県議は取材で進退について「検察が近いうちに判断するので、それに従いたい」「私は逃げも隠れもせん。検察の判断が出たら、また話す」と述べた。また、同じく辞職しなかった渡辺典子県議は開会前の取材に「（河井夫妻側から）頂いた10万円は法にのっとって正しく処理している、という認識。これまでと主張は変えていない」と述べた。起訴相当とされた後も、検察に改めて同様の説明をした。「進退は私のタイミングで判断するが（主張が）認められない場合は考えないといけない」と答えた。
2022年2月26日、再捜査を行っている東京地方検察庁特別捜査部は地方議員ら35人のうち30人余りを起訴する方針であることが報じられた。買収を認めた議員らの多数については「略式起訴」とする方針で、買収を否認している数人は正式な裁判で罪を問うことを検討している。「不起訴不当」とされた46人は、再び不起訴となる見通し。その場合、検察審査会の2回目の審査は行われず、捜査は終わることになる。
2022年3月2日、東京第六検察審査会が「起訴相当」と議決した広島市議のうち藤田博之、伊藤昭善、谷口修、三宅正明、木山徳和の5人が記者会見し、5人連名の共通コメントを発表した（5市議のコメント全文）。
2022年3月4日午後、市民団体「河井疑惑をただす会」は、河井夫妻の大規模買収事件を巡り、3月2日に記者会見を開いた広島市議会議員が「買収の認識はなかった」などと表明したことについて、「議会を軽視する大きな問題だ」と広島市中区の街頭で批判した。また、東京第六検察審査会から起訴相当と議決された地方議員など35人について、即刻、起訴するように求めた。
2022年3月3日付で、東京地方検察庁は、東京第六検察審査会から「起訴相当」と議決された35人のうちの34人について、事件を広島地方検察庁に移送した。東京地方検察庁特捜部は3月4日付で告発人に通知した。起訴相当の35人は大半が容疑を認める一方で最初の捜査では容疑を認めながら否認に転じた地方議員もいる、34人のうち再度聴取し、現金受領の違法性を認めた人は公職選挙法違反の罪で略式起訴する方針で、否認するなどした場合は広島地方裁判所に起訴する方針、広島地方検察庁は近く処分を明らかにするとみられる、と報じられた。また、「起訴相当」と議決された残りの1人と「不起訴不当」と議決された46人については、東京地方検察庁が再び不起訴とする方針。議員らを告発した「地方議会をただす会」藤岡圭二会長は「国民の皆がこれじゃいけないと思っている。正しい裁判をして正しく裁いてもらいたい」とコメントした。
2022年3月9日、東京第六検察審査会から「起訴相当」と議決された広島市議会議員の藤田博之、伊藤昭善三、宅正明議員の3人が弁護士とともに記者会見を開き、「略式起訴には応じず裁判で戦う」として無罪を主張することを明らかにした。9日、弁護士と検察を訪れたところ「弁護士同伴では略式起訴の手続きなどの説明はできない」と言われたことから藤田と伊藤は退席した。三宅は、検察から略式起訴の手続きの説明を受けたうえで略式起訴には応じず裁判を受けると伝えた。３人はいずれも「検察が不起訴から起訴へ方針を変えた経緯について明確な説明がなかった」として「裁判で経緯を明らかにしたい」と述べた。また、河井克行元法務大臣から現金を受け取ったときには「選挙買収の認識はなかった」として、裁判では無罪を主張する。3人は裁判で判決が確定するまで現職を続ける意向を表明した。
2022年3月10日、市民団体 河井疑惑をただす会は、広島市議会の前で買収問題を追及する抗議活動を行い、広島市議会佐々木壽吉議長宛てに被買収議員全員の辞職議会改革を求める要望書を提出した。
2022年3月14日、広島地方検察庁は、東京第六検察審査会から「起訴すべき」と議決された広島の地元議員らのうち、体調不良の1人を除く34人について、公職選挙法違反の罪で起訴した。このうち25人は書面だけの審査で罰金刑などを求める略式起訴で、買収の趣旨を否定するなどした9人は正式に起訴され公開の法廷で裁判が開かれる。東京地方検察庁の森本宏次席検事は、臨時の記者会見を開き、議員ら34人を一転して起訴した理由を「検察審査会の議決は、国民の中から選ばれた人たちによる判断なので、それらをふまえて処分を再検討すべきと考えた。また、検察審査会の議決自体が理解できる内容だった」と説明した。当初、現金を受け取ったとされる議員ら全員を不起訴にしたことについて、検察と議員らとの間で、事実上の「司法取引」が行われたのではないか、という質問に対しては、「事実上の『司法取引』は行っていない。そうした指摘が必ず出ると思っていたので、捜査は慎重にやってきたつもりだ。少なくとも議員らの取り調べでは、録音録画も行っている」と述べた。議員らを告発した「地方議会をただす会」藤岡圭二会長は、起訴について「よく決断した」と評価した上で、「200万円以上の買収金を受けた議員が略式手続きで終わっていいものか。議員辞職すればそれでよいというものでもない」とコメントした。
2022年3月15日朝、市民団体 河井疑惑をただす会は広島県議会棟の前に立ち、街頭活動を行い金権政治の一掃を求めた。また、「起訴相当」の35人のうち検察が体調不良のため不起訴処分とした広島市議1人や「不起訴不当」と議決されたのち不起訴となった46人について、再捜査を求める抗議文を東京地方検察庁特別捜査部と東京第六検察審査会に提出すると取材にコメントした。
同日、広島地方検察庁から在宅起訴された広島県議会議員の佐藤一直と渡辺典子は記者会見を開き、裁判では無罪を主張し争うと表明した（コメント全文）。
同日、広島市議会の5つの会派が在宅起訴された市議6人に対し「いったんは退くことが議員の責任の取り方ではないか」として、市議会に辞職勧告決議案を提出した。
2022年3月16日、自民党広島県支部連合会は東京で会議を開き、起訴された議員への対応を協議した。寺田稔会長は「党籍は残したいという意向の方もいるかもしれないが、これちょっとやはり意向を確認して、県連として考えないといけない」とコメントした。
2022年3月17日、広島市議会で辞職勧告決議案は賛成多数で可決された。石橋竜史市議はその場で「あらためて私は絶対に買収には手を染めていないとの激しい感情を覚えた次第です。あらゆる事象を公にしていきながら今回の大規模にわたる一件を必ずや未来の政治に社会に生かしたい。まずは引き続きご負託を頂戴した任期を謹んで全身全霊を注ぎ全うしたい」と辞職せず任期全うすると表明した。藤田博之議員は「議会の信頼を回復するため一旦解散し、住民の意思が反映する選挙を行うべき」として市議会の解散を求める決議案を提出したが、採決で賛成したのは藤田議員と伊藤昭善議員の2人のみで議案は否決された。
同日夕方、広島市議会から辞職勧告決議を受けた広島市議会議員5人（伊藤昭善、木山徳和、谷口修、藤田博之、三宅正明）が弁護士とともに会見を開き「不当な決議だ」と訴え、議員辞職はせず、職務を全うしながら裁判で争うと表明した（共通コメント）。
2022年3月18日、会期を15日から3日間延長して開かれた広島県議会本会議では、検察から在宅起訴処分を受け無罪を主張している佐藤一直県議と渡辺典子県議の2人に対する辞職勧告決議案を2つの会派（第2会派「民主県政会」と第3会派「公明党」）が提出し、決議案の採決が行われ、賛成多数で可決された。閉会後、取材にそれぞれ応じた佐藤一直と渡辺典子は、県議を続けながら裁判を戦う意向をあらためて表明した。
2022年3月23日付で、下原康充（元広島県議会議員）に罰金25万円、追徴金50万円の略式命令が出た。略式命令が出された日付を報じられた中では初めての略式命令である。
2022年3月24日付で可部簡易裁判所（広島市）は、海徳裕志（元広島市議会議員）について、罰金25万円、追徴金50万円の略式命令を出した。略式起訴された地元議員ら25人のうち初の発表となった。
2022年3月28日、東京地方検察庁特別捜査部が現金を受け取った地方議員らへの捜査で河井克行元法相から話を聴いていたこと、広島地方裁判所での広島県議らの裁判にも証人として出廷する方向で調整していることが報じられた。
2022年3月29日、略式起訴された一部の元議員は、5年間の公民権停止が受け入れられないとして、略式命令を拒否し裁判で争うことを検討している、と報じられた。
2022年3月30日、自民党広島県連は自民党紀委員会（党紀委員長 松岡宏道 広島県議会議員）を開き、在宅起訴されている自民党所属の広島市議会議員である、藤田博之議員、木山徳和議員、谷口修議員、三宅正明議員、伊藤昭善議員の5人への対応を協議した。5人に対して辞職を促す文書を出し、本人の意向を確認することを決めた。5人が辞職も離党もしない場合、自民党広島県連は本人の意向を確認したうえで、除名か離党勧告処分を検討するとみられる。また、党紀委員会では離党勧告や除名などの処分を行う前に、5人の意向を確認した上で4月8日に改めて会合を開いて対応を協議する。党紀委員長の松岡宏道広島県議会議員は記者団に対し、「参議院選挙を控える中、党としてはいつまでも引っ張ることで、選挙に影響してはならない。大型連休前までに一定の結論を出していく」と述べた。
2022年3月30日に略式命令（広島簡易裁判所 2022年3月25日付 罰金25万円、追徴金50万円）を受け取った八軒幹夫（元広島市議会議員）は即日納付し、取材に「罰金額や公民権停止期間に異論はない。自分の取るべき責任が具体的に出て、精神的に楽になった」とコメントした。
2022年3月31日、自民党所属の広島市議会議員 谷口修が自民党広島県支部連合会に離党届を提出し受理された。議員辞職はしていない。
2022年4月1日、広島地方裁判所は、砂原克規（元広島県議会議員）と藤田俊雄（元廿日市市議会議員）に略式命令を出したと発表し、略式起訴25人全員の略式命令の発表が行われた。
2022年4月5日、自民党広島県支部連合会は広島市議伊藤昭善の離党届を受理した。在宅起訴の自民党広島市議の離党は2人目となった。
2022年4月6日、自民党広島県支部連合会は広島市議木山徳和の離党届を受理した。在宅起訴された自民党広島市議の離党は3人目となった。
2022年4月7日、自民党広島県支部連合会は広島市議の藤田博之と三宅正明の離党届を受理した。自民党広島県支部連合会が離党を促す文書を送った自民党所属広島市議5人全員が離党した。
同日、平本英司（元広島県議会議員）が、略式命令の内容の一部を不服として尾道簡易裁判所に正式な裁判を申し立てたと報じられた。事実関係は争わないものの、公民権停止期間の短縮を求めたいとしており、正式な裁判を申し立てたことが明らかになるのは初めて。

##### 起訴相当35人
略式起訴25人
- 2022年3月23 - 25日付で、広島県内の各簡易裁判所が略式起訴した25人に対し略式命令を出し、公民権の停止期間は25人全員が原則通り5年だった[699]。命令を不服として正式な裁判を請求しなければ、命令を受け取った翌日から14日が経過すると刑が確定し公民権が停止され[699]、選挙への立候補や投票ができなくなる[680]。裁判所は受け取った金額や議員辞職の有無といった情状面を考慮して公民権停止期間を短縮するケースがあるが、25人は短縮されなかった[699]。
- 22人が略式起訴を受け入れ、3人（宮本新八元県議会議員、平本英司元県議会議員、木戸経康元広島市議会議員）が正式裁判を求めた。
- 2022年9月28日に元広島県議会議員 宮本新八の初公判が開かれる予定で、在宅起訴された9人を含む議員12人の中で最初となる[700][701]。
- 2022年9月28日、広島地方裁判所で元広島県議会議員 宮本新八の初公判が開かれた[702][703][704][705]。宮本元県議は1回目の現金について、「陣中見舞いとして受け取った」と述べて起訴された内容の一部を否認し、公民権停止の期間についても短くするよう求めた[702]。検察は「元議員は公職選挙法に違反すると認識していたため、受け取った現金について収支報告書などに記載していなかった」などと主張した[702]。
- 2022年9月30日、広島地方裁判所福山支部で元広島県議会議員 平本英司の初公判が開かれた[706][707][708]。平本元県議は起訴された内容について「間違いありません」と述べ、現金の授受を認める一方で、公民権停止の期間を短くするよう求めました[706]。平本被告は被告人質問で、公民権停止期間の短縮を求める理由について「5年後の広島県議会選挙にチャレンジしたい」と訴えた[709]。
- 2022年11月21日、広島地方裁判所福山支部（松田克之裁判長）で平本英司の論告求刑公判が開かれ結審した[710]。検察側は論告で「民主政治の根幹を危うくし、県議選で被告に投票した有権者の期待を裏切った」などと指摘し罰金15万円、追徴金30万円を求刑[710]。公民権停止期間を短縮すべき事情はないとした[710]。被買収側で裁判となった地方議員ら12人で結審は初めてとなった[710]。判決は11月11日に下る[710]。

| 現金受領当時     | 氏名       | 所属政党 | 選挙区         | 受領額  | 辞職および任期満了               | 略式命令                                                 | |
| ---------------- | ---------- | -------- | -------------- | ------- | -------------------------------- | -------------------------------------------------------- | --- |
| 広島県議会議員   | 奥原信也   | 自民党   | 呉市           | 200万円 | 2022年3月15日に辞職              | 2022年3月24日付 呉簡易裁判所 罰金100万円、追徴金200万円  | 有罪確定 |
| 広島県議会議員   | 岡崎哲夫   | 自民党   | 府中市・神石郡 | 50万円  | 2022年2月10日に辞職              | 2022年3月25日付 府中簡易裁判所 罰金25万円、追徴金50万円  | 有罪確定 |
| 広島県議会議員   | 下原康充   | 自民党   | 東広島市       | 50万円  | 2022年2月10日に辞職              | 2022年3月23日付 罰金25万円、追徴金50万円                 | 有罪確定 |
| 広島県議会議員   | 宮本新八   | 自民党   | 山県郡         | 50万円  | 2022年3月15日に辞職              | 2022年3月24日付 可部簡易裁判所 罰金25万円、追徴金50万円  | 正式裁判請求 2023年1月20日有罪判決 2023年2月6日までに有罪確定 |
| 広島県議会議員   | 砂原克規   | 自民党   | 広島市西区     | 50万円  | 2022年3月15日に辞職              | 2022年3月24日付 広島簡易裁判所 罰金25万円、追徴金50万円  | 有罪確定 |
| 広島県議会議員   | 平本徹     | 自民党   | 安芸郡         | 30万円  | 2022年3月15日に辞職              | 2022年3月24日付 広島簡易裁判所 罰金15万円、追徴30万円    | 有罪確定 |
| 広島県議会議員   | 高山博州   | 自民党   | 尾道市         | 30万円  | 2022年2月7日に辞職               | 2022年3月24日付 尾道簡易裁判所 罰金15万円、追徴金30万円  | 有罪確定 |
| 広島県議会議員   | 平本英司   | 自民党   | 三原市・世羅郡 | 30万円  | 2022年2月10日に辞職              | 2022年3月24日付 尾道簡易裁判所 罰金15万円、追徴金30万円  | 正式裁判請求 2022年11月11日有罪判決 有罪確定 |
| 広島県議会議員   | 児玉浩     | 自民党   | 安芸高田市     | 60万円  | 2020年7月3日に安芸高田市長を辞職 | 2022年3月25日付 三次簡易裁判所 罰金20万円、追徴金60万円  | 有罪確定 |
| 広島市議会議員   | 海徳裕志   | 自民党   | 安佐南区       | 50万円  | 2022年3月10日に辞職              | 2022年3月24日付 可部簡易裁判所 罰金25万円、追徴金50万円  | 有罪確定 |
| 広島市議会議員   | 八軒幹夫   | 自民党   | 南区           | 50万円  | 2022年3月14日に辞職              | 2022年3月25日付 広島簡易裁判所 罰金25万円、追徴金50万円  | 有罪確定 |
| 広島市議会議員   | 今田良治   | 自民党   | 安佐北区       | 50万円  | 2022年3月10日に辞職              | 2022年3月24日付 罰金25万円、追徴金50万円                 | 有罪確定 |
| 広島市議会議員   | 豊島岩白   | 自民党   | 西区           | 50万円  | 2022年3月10日に辞職              | 2022年3月24日付 罰金25万円、追徴金50万円                 | 有罪確定 |
| 広島市議会議員   | 沖宗正明   | 自民党   | 安芸区         | 50万円  | 2022年2月4日に辞職               | 2022年3月24日付 広島簡易裁判所 罰金25万円、追徴金50万円  | 有罪確定 |
| 広島市議会議員   | 木戸経康   | 自民党   | 安佐北区       | 30万円  | 2022年2月18日に辞職              | 2022年3月24日付 可部簡易裁判所 罰金15万円、追徴金30万円  | 正式裁判請求 2022年10月13日、罰金15万円、追徴金30万円求刑 2023年10月26日有罪判決。 2023年11月8日、広島高裁に控訴。 2024年3月15日、控訴審初公判、即日結審。 2024年5月22日、控訴棄却、一審判決支持。 2024年6月5日、上告。 2024年9月18日付で、最高裁判所第1小法廷（宮川美津子裁判長）は、上告を退ける決定をした。 2024年10月1日付けで、最高裁判所は異議申し立てを棄却、有罪判決が確定した。 |
| 三原市長         | 天満祥典   | 自民党   | 三原市・世羅郡 | 150万円 | 2020年6月30日に辞職              | 2022年3月24日付 広島簡易裁判所 罰金50万円、追徴金150万円 | 有罪確定 |
| 廿日市市議会議員 | 藤田俊雄   | 無所属   | 廿日市市       | 10万円  | 2021年に任期満了                 | 2022年3月25日付 広島簡易裁判所 罰金10万円、追徴金10万円  | 有罪確定 |
| 尾道市議会議員   | 杉原孝一郎 | 無所属   | 尾道市         | 30万円  | 2022年3月9日に辞職               | 2022年3月24日付 尾道簡易裁判所 罰金15万円、追徴金30万円  | 有罪確定 |
| 呉市議会議員     | 土井正純   | 無所属   | 呉市           | 30万円  | 2022年2月1日に辞職               | 2022年3月24日付 呉簡易裁判所 罰金15万円、追徴金30万円    | 有罪確定 |
| 江田島市議会議員 | 胡子雅信   | 無所属   | 江田島市       | 10万円  | 2021年に任期満了                 | 2022年3月24日付 呉簡易裁判所 罰金10万円、追徴金10万円    | 有罪確定 |

- 上記の地方政治家20人のほかに、当時の亀井静香の秘書1人[589]、当時の河井案里陣営スタッフ4人[589]の5人。
  - 2022年3月25日までに裁判所は当時の河井案里陣営スタッフ2人それぞれに罰金50万円・追徴金約96万円の略式命令を出した[743]。
  - 2022年3月28日までに簡易裁判所は、亀井静香の秘書に罰金100万円、追徴金300万円の略式命令を出した[744]。
  - 2022年3月30日に裁判所は別の当時の河井案里陣営スタッフ1人に罰金30万円・追徴金60万円、また別の当時の河井案里陣営スタッフ1人に罰金30万円・追徴金約58万円の略式命令を出したことを明らかにした[745]。
  - 2022年4月12日までに当時の亀井静香の秘書1人および当時の河井案里陣営スタッフ4人の5人への略式命令が確定し有罪となった[712]

在宅起訴9人
| 現金を受け取った当時 | 氏名     | 所属政党                    | 選挙区         | 受領額 |                                   | 起訴     | 判決 |
| -------------------- | -------- | --------------------------- | -------------- | ------ | --------------------------------- | -------- | --- |
| 広島県議会議員       | 佐藤一直 | 無所属                      | 広島市中区     | 30万円 | 2023年4月9日広島県議選 立候補せず | 在宅起訴 | 2023年7月26日有罪判決→控訴する考え 2023年8月9日、広島高裁に控訴 2023年12月5日、控訴審、即日結審。 2024年2月8日、広島高裁は1審判決を支持し控訴棄却。 上告期限の2024年2月22日までに弁護側と検察側がいずれも上告せず判決確定、公民権5年間停止。 |
| 広島県議会議員       | 渡辺典子 | 自民党                      | 広島市安佐北区 | 20万円 | 現職                              | 在宅起訴 | 2023年7月19日有罪判決→即日控訴 2024年1月25日、控訴審、即日結審 2024年4月18日、控訴棄却。 2024年4月23日、上告。 2024年11月19日付で、最高裁判所第一小法廷（宮川美津子裁判長）は上告を退ける決定をした。 2024年12月9日付で最高裁判所 第1小法廷（宮川美津子裁判長）は上告棄却に対する異議の申し立てを棄却した。 2024年12月12日夜に「一身上の都合」として辞職願を提出し、13日の本会議で全会一致で許可された。          |
| 広島市議会議員       | 藤田博之 | 自民党を2022年4月7日に離党  | 広島市佐伯区   | 70万円 | 2023年4月任期満了し政界引退       | 在宅起訴 | 2023年7月30日 結審 2023年8月31日、有罪判決 控訴する方針 2023年9月11日、控訴 2024年2月13日、控訴審初公判、即日結審 2024年4月16日、控訴棄却。 2024年4月26日、上告。 2024年8月19日付けで最高裁は上告棄却。 2024年8月23日までに、上告を棄却した決定を不服として最高裁に異議を申し立てた。 2024年8月30日、最高裁が異議申し立て棄却、有罪確定した                                                                       |
| 広島市議会議員       | 三宅正明 | 自民党を2022年4月7日に離党  | 広島市安芸区   | 50万円 | 現職                              | 在宅起訴 | 2023年7月12日第3回公判 2023年9月19日、結審 2023年10月31日、有罪判決 2023年11月13日付けで控訴 2024年3月18日、控訴審初公判、即日結審。 2024年6月12日、控訴棄却。 2024年10月21日付けで、最高裁判所第2小法廷（三浦守裁判長）は上告を退ける決定をした。 2024年11月6日付で、最高裁判所が異議申し立てを棄却して有罪判決が確定し失職した。                                                                                |
| 広島市議会議員       | 谷口修   | 自民党を2022年3月31日に離党 | 広島市安佐南区 | 50万円 | 2023年4月任期満了し政界引退       | 在宅起訴 | 2023年7月11日第3回公判 2023年9月22日、結審 2023年10月31日、有罪判決 2023年11月13日付けで控訴 2024年3月12日、控訴審初公判、即日結審。 2024年5月23日判決予定。 2024年5月23日、控訴棄却。 2024年6月6日付けで、上告 2024年10月7日付で最高裁判所第三小法廷（渡邉惠理子裁判長）は上告を棄却。 |
| 広島市議会議員       | 伊藤昭善 | 自民党を2022年4月5日に離党  | 広島市安佐北区 | 50万円 | 令和5年4月9日広島市議選 落選      | 在宅起訴 | 2023年7月14日第3回公判 2023年9月25日、結審 2023年10月31日、有罪判決 2023年11月13日付けで控訴 2024年3月14日、控訴審初公判、即日結審。 2024年5月23日、控訴棄却。 2024年6月6日、上告。 2024年10月7日付で最高裁判所第三小法廷（渡邉惠理子裁判長）は上告を棄却。 |
| 広島市議会議員       | 木山徳和 | 自民党を2022年4月6日に離党  | 広島市中区     | 30万円 | 現職                              | 在宅起訴 | 2023年7月20日第3回公判 2023年9月22日、結審 2023年10月31日、有罪判決 2023年11月13日付けで控訴 2024年4月23日、控訴審初公判、即日結審。 2024年7月18日、控訴棄却。 2024年8月1日、上告。 2024年11月11日付で、最高裁第1小法廷（岡正晶裁判長）は、上告を棄却する決定をした。 2024年11月21日、母谷議長へ「一身上の都合」により今月24日をもって辞職するという届出を提出し、議長が許可した。 2024年11月25日付けで辞職した。 |
| 広島市議会議員       | 石橋竜史 | 無所属                      | 広島市安佐南区 | 30万円 | 2024年5月2日付けで失職            | 在宅起訴 | 2023年7月21日有罪判決→控訴検討 2023年7月26日、控訴 2023年11月9日、控訴審初公判、即日結審 2023年12月20日、控訴棄却 2023年12月26日、上告 2024年4月15日付で上告棄却。 2024年4月17日付で最高裁に異議を申し立て。 最高裁は2024年4月30日付で石橋の異議申し立てを棄却し有罪判決が確定した。2024年5月2日付けで失職し、公民権が5年間停止された。河井事件で議員を失職したのは安芸太田町議会議員に続いて2人目となった。      |
| 安芸太田町会議員     | 矢立孝彦 | 無所属                      | 安芸太田町     | 20万円 | 2023年12月1日付で失職             | 在宅起訴 | 2023年3月3日 一審 有罪判決 2023年7月27日 広島高裁 控訴棄却 2023年8月8日、最高裁に上告 2023年11月15日付けで最高裁判所第三小法廷は上告を退ける決定をし、有罪判決が確定 2023年11月20日までに最高裁に異議を申し立てた 最高裁は2023年11月29日付で異議申し立て棄却決定、12月1日付で公民権5年間停止し、河井事件で初の議員失職者となった。                                                                                |

- 2022年7月12日、佐藤一直について、裁判所と検察官、弁護士が争点や証拠を整理する第1回公判前整理手続きが広島地裁で行われた[866][867]。
- 2022年8月12日、在宅起訴9人のうち大半の初公判が、争点を絞り込むための公判前整理手続きに時間がかかっているため、来年2023年になる可能性が高いと報じられた[868]。

不起訴1人
2022年6月、東京第六検察審査会は広島市議会議員児玉光禎に対する2回目の審査を行い、「起訴に至らず」と議決した。議決では、「起訴した上でその責任を問うことが相当とも考えられる」と指摘した一方で、「病気で入院中であり、病状が改善する可能性は著しく低い」などとして、「起訴に至らず」とした判断について説明した。
| 現金を受け取った当時 | 氏名     | 所属政党 | 選挙区 | 受領額 |                             |                      |
| -------------------- | -------- | -------- | ------ | ------ | --------------------------- | -------------------- |
| 広島市議会議員       | 児玉光禎 | 自民党   | 佐伯区 | 30万円 | 2023年4月任期満了し政界引退 | 不起訴（病気療養中） |

##### 補欠選挙
| 執行日        | 選挙名                                                   | 投票率  | 定数 | 当選者                        | 年齢 | 所属政党     | 得票数  | 得票率 | 得票順位/候補者数 |
| ------------- | -------------------------------------------------------- | ------- | ---- | ----------------------------- | ---- | ------------ | ------- | ------ | ----------------- |
| 2022年3月20日 | 広島市議補選 安芸区 （沖宗正明の辞職に伴う）             | 20.60%  | 1    | 西佐古晋平 （元広島市職員）   | 43   | 無所属・新人 | 6,582票 | 51.4%  | 1/4               |
| 2022年3月27日 | 広島県議補選 府中市・神石郡 （岡崎哲夫の辞職に伴う）     | 38.17％ | 1    | 山口康治 （元府中市議会議員） | 60   | 無所属・新人 | 7,616票 | 52.1%  | 1/2               |
| 2022年4月15日 | 広島県議補選 山県郡 （宮本新八の辞職に伴う）             | ─       | 1    | 本長糧太 （元社長）           | 48   | 無所属・新人 | 無投票  | ─      | 1/1               |
| 2022年4月24日 | 広島市議補選 安佐北区 （今田良治、木戸経康の辞職に伴う） | 19.07%  | 2    | 山下正寛 （社長）             | 45   | 無所属・新人 | 6,335票 |        | 1/7               |
| 2022年4月24日 | 広島市議補選 安佐北区 （今田良治、木戸経康の辞職に伴う） | 19.07%  | 2    | 三宅朗充 （社長）             | 56   | 無所属・新人 | 4,322票 |        | 2/7               |

#### 広島第一検察審査会の議決
2022年1月28日、広島の検察審査会は、溝手顕正元参議院議員、溝手顕正の秘書、奥原信也広島県議会議員、小島敏文衆議院議員、岡崎哲夫広島県議会議員の5人について「不起訴相当」と1月25日付で議決したことを公表した。議決では「不起訴処分を覆すに足る証拠がない」としたうえで、選挙に関わる政党や議員など関係者に対し、「国民から厳しい視線が注がれていることを肝に銘じ公職選挙法の疑いをかけられることがないふるまいをお願いしたい」としている。

### 参議院広島県選挙区
2020年10月時点で、河井案里は逮捕前日に自民党を離党してから4か月が経つが、自民党広島県参院選挙区第七支部（所在地は既に閉鎖された広島市中区の案里の地元事務所）は存続し支部長に留まっているという歪な状態であり、自民党広島県支部連合会は「離党者の党支部は速やかな解散が普通」と主張、決定権を持つ党本部は「検察の捜査で収支を確定できない」としていた。
河井案里が2021年2月3日に議員辞職願を提出。同日の参議院本会議で辞職が許可された。
その後、2月5日午前0時に有罪が確定。当選無効に伴う再選挙は2021年4月25日に行われることとなった。
立憲民主党は2月から候補者の人選を進め、瀬戸内海放送出身のフリーアナウンサー・宮口治子や弁護士の郷原信郎ら3人の名前が浮上していた。郷原は3月9日、立候補しない意向を示し、同党は3月14日、宮口を推薦候補として擁立することを決めた。国民民主党は3月18日、宮口の推薦を発表した。社会民主党は3月23日、宮口の推薦を決めた。日本共産党は3月28日、宮口を支援すると明らかにした。
日本維新の会の県支部である広島維新の会は2月から候補者公募を開始した が、4月1日、擁立を見送ることを発表した。
2月11日、れいわ新選組代表山本太郎は広島市南区で記者会見し、参議院広島県選挙区の再選挙（4月8日告示、25日投開票）に候補者を擁立すると発表し、全国公募を開始、公募は2月28日まで受け付け。山本自身の出馬は公募の結果次第で「選択肢として排除しない」とし、野党統一候補を擁立する可能性も含みをもたせた。しかし、3月26日に党として候補者を擁立することは断念すると表明した。
2月19日、NHK受信料を支払わない方法を教える党は2月19日、党職員で元運送会社社員の山本貴平の擁立を発表。
2月26日、元官僚の西田英範（広島市安佐北区出身、退職時は経済産業省産業技術環境局基準認証政策課課長補佐）が広島市内で記者会見し、自民党公認で立候補することを表明した。
4月8日、参議院広島選挙区の再選挙が告示。自由民主党公認の西田英範（元経済産業省官僚 / 推薦：公明党）、諸派の政治団体「結集ひろしま」公認の宮口治子（フリーアナウンサー / 推薦：立憲民主党、国民民主党、社民党）、NHK受信料を支払わない方法を教える党公認の山本貴平（NHK受信料を支払わない方法を教える党職員）の他、いずれも無所属の佐藤周一（介護ヘルパー）、大山宏（元会社員）、玉田憲勲（医師）の新人6人が立候補を届け出た。投開票は4月25日。
4月11日、宮口治子が広島市内で行った街頭演説に、立憲民主党の枝野幸男代表と国民民主党の玉木雄一郎代表が応援に駆けつけ登壇。同日、西田英範がJR広島駅前で行った街頭演説に、公明党の山口那津男代表と自民党広島県連会長の岸田文雄前政調会長が応援に駆けつけ登壇した。4月18日には、自民党の下村博文政調会長が広島市内のホテルで開かれた総決起大会に出席、立憲民主党の枝野幸男代表が呉市のJR呉駅前で街頭演説した。4月23日には、宮口治子が広島市内中心部の商店街で行った街頭演説に、立憲民主党常任顧問の岡田克也と代表代行の蓮舫が駆けつけ登壇した。河井夫妻買収事件に関わった広島県議や広島市議らは表立った選挙応援はしなかった。
投開票日の4月25日、午後10時台に報道各社が宮口治子の当選確実を報じた。この報を受け自民党西田陣営の選挙対策本部長宮沢洋一参議院議員は「最後の最後まで河井夫婦にたたられた」と本音を漏らした。宮口治子のこの当選により、自民党が結党された1955年以降、保守地盤の厚い広島県選挙区で初めて自民党以外の候補による改選2議席の独占となった。宮口治子は今後、前回の参院選で河井陣営に提供された1億5000万円についての説明責任などを追及していきたいとした。

### 衆議院広島県第3区
2020年10月時点で、河井克行は逮捕前日に自民党を離党してから4か月が経つが、自民党広島県第三選挙区支部（所在地は既に閉鎖された広島市安佐南区の克行の地元事務所）は存続し支部長に留まっているという歪な状態であり、自民党広島県支部連合会は「離党者の党支部は速やかな解散が普通」と主張、決定権を持つ党本部は「検察の捜査で収支を確定できない」としている。
克行の離党を受けて、2020年12月8日に自民党広島県支部連合会は次期衆議院議員選挙の広島3区の候補者となる党支部長候補を広島県議会議員の石橋林太郎（広島市安佐南区選出）に決定し、12月9日に党本部に支部長の変更を申請した。公明党は副代表の斉藤鉄夫の公認を11月19日に決定、11月22日には公明党代表の山口那津男も現地入りして斉藤とともに事実上の選挙運動を本格化、12月20日広島市安佐北区で後援会の事務所開きをした。野党側では立憲民主党が新人で元会社役員のライアン真由美の擁立を決定。NHK受信料を支払わない方法を教える党は新人で党広報担当の新藤加菜も立候補の準備を進めていたが離職に伴い、ミュージシャンの矢島秀平を新たに擁立を決定。
2021年2月5日、自民党と公明党は、広島3区の与党候補を斉藤に一本化し、石橋を比例中国ブロック単独で立候補することで合意。また、2月8日、2019年7月の参院選広島選挙区の件と、2021年にある衆院選広島3区の候補者調整の件と2度にわたって党県連の意思を党本部に覆された責任を取るとして、自由民主党広島県支部連合会の宮沢洋一が会長を、宇田伸が幹事長を辞任する意向を固めた。3月22日、広島県支部連合会の常任顧問会議で会長に推薦された岸田文雄（自民党前政調会長）は会長のポストを引き受ける考えを示した。3度目の広島県支部連合会会長就任であり、派閥のトップを務めるベテラン議員の再々登板は異例の人事となる。
2021年4月1日、衆議院本会議で全会一致で河井克行元法務大臣の議員辞職が許可された。3月15日までに議員辞職すれば公職選挙法などにより参院選再選挙と同日に衆議院補欠選挙が行われることになっていたが、4月1日に辞職したため衆議院補欠選挙は行われない。
2021年6月10日、自民党本部で行われた衆議院選挙小選挙区候補者の推薦内定式で、菅義偉自民党総裁が公明党副代表斉藤鉄夫に推薦内定証書を手渡した。自民党が衆院解散前に推薦の内定を出すのは異例だが、公明党の強い要請で実現した。
2021年10月19日、第49回衆議院議員総選挙が公示され、届け出順に、大山宏（無所属 新人）、「NHKと裁判してる党弁護士法72条違反で」矢島秀平（新人）、公明党 斉藤鉄夫（自民党推薦）、玉田憲勲（無所属 新人）、立憲民主党 ライアン真由美（新人）、日本維新の会 瀬木寛親（新人）が立候補した。
2021年10月31日、広島第3区から初出馬の公明党副代表斉藤鉄夫（国土交通大臣）が97,844票を得て次点のライアン真由美（立憲民主党 新人）に4万票以上の差をつけて当選し、10選を果たした。。当初は自民党広島県連が広島3区の公認候補者とすることを前提に公募し選定したが、公明党斉藤鉄夫とのかねあいで比例中国に自民党より単独立候補した新人の石橋林太郎（元広島県会議員）は名簿1位で当選した
。

### 広島県議会議員補欠選挙（安佐南区選挙区）
河井克行の自民党離党を受けて、自民党広島県支部連合会が次の衆議院議員立候補者を公募し広島県議会議員石橋林太郎に決定。
2021年7月、広島県議会議員2期目だった石橋林太郎は2021年10月31日投開票の第49回衆議院議員総選挙に立候補するため辞職した。これにより広島県議会議員広島市安佐南区選挙区補欠選挙（欠員1）が行われることになった。
2021年11月5日告示され、届け出順に、衆議院議員河井克行公設第2秘書だった伊藤守（無所属 新人）、市民団体「河井疑惑をただす会」事務局長だった山根岩男（諸派（党派：金権政治をただす市民の会） 新人伊藤守（共産党広島県委員会推薦、元中国新聞労働組合書記長・元日本新聞労働組合連合書記長）、2017年第48回衆議院議員総選挙で日本維新の会から広島2区に出馬して落選したことがある灰岡香奈（自民党 新人 公明党広島県本部推薦 元山口県和木町議会議員）の3人が立候補を届け出た。
2021年11月14日、投開票され、灰岡香奈が3万961票を得て次点の伊藤守に1万7000票以上の差をつけて初当選した。
投票率は28.46%だった。任期は、2019年4月の広島県議選当選者と同じ2023年4月29日まで。

### インターネット上での工作に対する批判
2021年10月13日の参議院本会議代表質問において、森裕子立憲民主党副代表は自民党本部から河井陣営に渡った1億5000万円の資金がネット工作に使われたかを尋ねた。

### 新聞労連ジャーナリズム大賞
- 2024年1月19日、第28回新聞労連ジャーナリズム大賞を、中国新聞「河井克行元法相の大規模買収事件への安倍政権幹部関与疑惑のスクープ」が受賞した[935]。
- 2024年1月23日、2023年度 新聞労連第28回ジャーナリズム大賞の表彰式が全水道会館大会議室であり、中国新聞編集委員室長と東京支社記者が出席し表彰を受けた[936]。

## 関連報道番組
- TSS報道特別番組『河井克行・案里議員逮捕』（2020年6月18日17:12 - 17:53、テレビ新広島）
- RCC報道特別番組『河井克行・案里議員夫妻を逮捕』（2020年6月18日23:56 - 0:55、中国放送）
- NHKラウンドちゅうごく『緊急特番 河井前法相夫妻逮捕の波紋』（2020年6月19日19:30 - 19:57、NHK広島放送局）
- テレビ派特報『河井克行・案里被告「起訴」 “バラマキ選挙”の実態とは』（2020年7月12日6:30 - 7:00、広島テレビ）
- テレメンタリー2020『バラマキの果てに 〜河井事件 混乱の広島〜』（2020年9月26日15:30 - 16:00 広島ホームテレビ／2020年9月27日4:30 - 5:00 テレビ朝日）
- テレビ派『検証 河井被告夫妻買収事件SP』（2020年10月19日16:50 - 17:53、広島テレビ）
- WATCH〜真相に迫る〜『ギインの品格…河井事件と地方政治の現在』（2020年12月6日0:55-1:25、広島テレビ）
- ドキュメント広島『収まらぬ波紋 〜河井事件 議員たちの選択〜』（2020年12月26日7:00 - 8:00、広島ホームテレビ）
- テレビ派 河井克行被告 実刑判決（2021年6月18日16:50-17:53、広島テレビ）解説：広島修道大学法学部（刑法）准教授 伊藤嘉亮
- テレメンタリー2024『政治とカネと契りと議員』（広島ホームテレビ：2024年5月4日10：15-10：45 / テレビ朝日：2024年5月10日3：30-4：00（9日27：30-28：00 / 制作：広島ホームテレビ）

## 寄稿
- 月刊Hanada2022年3月号（2022年1月26日、飛鳥新社）河井克行（元法務大臣）獄中手記「闇に葬られた「買収事件」の真実」を掲載[937]（ページ数：14ページ）。

- 河井克行（元法務大臣）『獄中日記』（月刊Hanada2022年6月号 - 2024年2月号）
- 河井克行（元法務大臣）『新しい日常』（月刊Hanada2024年3月号 - ）

## 関連書籍
- 中国新聞「決別 金権政治」取材班・編『ばらまき 河井夫妻大規模買収事件 全記録』（2021年12月15日、集英社）ISBN 978-4087817133
- 常井健一『おもちゃ 河井案里との対話』（2022年2月9日、文藝春秋）ISBN 978-4163914701
- 中国新聞「決別 金権政治」取材班・著『ばらまき 選挙と裏金（集英社文庫）』（2024年8月21日、集英社）ISBN 978-4087446852
2021年12月発売の『ばらまき 河井夫妻大規模買収事件 全記録』に2022年以降の取材の経過を大幅に加筆して1冊にまとめ、全460ページのうち4割近くを新たに書き下ろし。